# Канада на зимних Олимпийских играх 2018
Канада на зимних Олимпийских играх 2018 года была представлена 226 спортсменами во всех 7 видах спорта, представленных в программе Игр. Это самая многочисленная сборная за всю историю выступления канадцев на зимних Играх. На церемонии открытия Игр право нести национальный флаг было доверено олимпийским чемпионам 2010 года фигуристам Тессе Вертью и Скотту Моиру, а на церемонии закрытия — шорт-трекистке Ким Бутен, которая стала призёром Игр 2018 года во всех личных дисциплинах. По итогам соревнований на счету канадских спортсменов было 11 золотых, 8 серебряных и 10 бронзовых медалей, что позволило сборной Канаде занять второй раз подряд 3-е место в неофициальном медальном зачёте. Также канадцы превзошли своё достижение по количеству медалей на зимних Олимпийских играх. Ранее лучшим результатом были 26 олимпийских наград, завоёванных на домашних Играх 2010 года.

## Медали
| Золото  | |                                               |            |
| №       | Спортсмены | Вид спорта (дисциплина)                       | Дата       |
| 1       | Патрик Чан Кэйтлин Осмонд Габриэль Дэйлман Меган Дюамель / Эрик Рэдфорд Тесса Вертью / Скотт Моир | Фигурное катание (командные соревнования)     | 12 февраля |
| 2       | Микаэль Кингсбери | Фристайл (могул, мужчины)                     | 12 февраля |
| 3       | Кейтлин Лоус Джон Моррис | Кёрлинг (смешанные пары)                      | 13 февраля |
| 4       | Тед-Ян Блумен | Конькобежный спорт (10 000 метров, мужчины)   | 15 февраля |
| 5       | Самуэль Жирар | Шорт-трек (1000 метров, мужчины)              | 17 февраля |
| 6       | Джастин Криппс Александр Копач | Бобслей (двойки, мужчины)                     | 19 февраля |
| 7       | Тесса Вертью Скотт Моир | Фигурное катание (танцы на льду)              | 20 февраля |
| 8       | Кесси Шарп | Фристайл (хафпайп, женщины)                   | 20 февраля |
| 9       | Брэди Леман | Фристайл (ски-кросс, мужчины)                 | 21 февраля |
| 10      | Келси Серва | Фристайл (ски-кросс, женщины)                 | 23 февраля |
| 11      | Себастьен Тутан | Сноуборд (биг-эйр, мужчины)                   | 24 февраля |
| Серебро | |                                               |            |
| №       | Спортсмены | Вид спорта (дисциплина)                       | Дата       |
| 1       | Максанс Парро | Сноуборд (слоупстайл, мужчины)                | 11 февраля |
| 2       | Тед-Ян Блумен | Конькобежный спорт (5000 метров, мужчины)     | 11 февраля |
| 3       | Жюстин Дюфур-Лапуант | Фристайл (могул, женщины)                     | 11 февраля |
| 4       | Лори Блуен | Сноуборд (слоупстайл, женщины)                | 12 февраля |
| 5       | Алекс Гоф Самуэль Эдни Тристан Уокер / Джастин Снит | Санный спорт (смешанная эстафета)             | 15 февраля |
| 6       | Женская сборная по хоккею с шайбой Шэннон Сабадош Меган Агоста Жоселин Ларок Бриджетт Лакетт Лорин Ружо Ребекка Джонстон Лора Стейси Лаура Фортино Дженнифер Уэйкфилд Джиллиан Солньер Меган Миккелсон Рината Фэст Мелоди Дауст Бейли Брам Брианн Дженнер Сара Нерс Хейли Ирвин Натали Спунер Эмили Кларк Мари-Филип Пулен Женевьев Лакасс Анн-Рене Десбин Блейр Тернбулл         | Хоккей (женщины)                              | 22 февраля |
| 7       | Ким Бутен | Шорт-трек (1000 метров, женщины)              | 22 февраля |
| 8       | Бриттани Фелан | Фристайл (ски-кросс, женщины)                 | 23 февраля |
| Бронза  | |                                               |            |
| №       | Спортсмены | Вид спорта (дисциплина)                       | Дата       |
| 1       | Марк Макморрис | Сноуборд (слоупстайл, мужчины)                | 11 февраля |
| 2       | Алекс Гоф | Санный спорт (одноместные сани, женщины)      | 13 февраля |
| 3       | Ким Бутен | Шорт-трек (500 метров, женщины)               | 13 февраля |
| 4       | Меган Дюамель Эрик Рэдфорд | Фигурное катание (парное катание)             | 15 февраля |
| 5       | Ким Бутен | Шорт-трек (1500 метров, женщины)              | 17 февраля |
| 6       | Алекс Больё-Маршан | Фристайл (слоупстайл, мужчины)                | 18 февраля |
| 7       | Кейли Хамфрис Филисия Джордж | Бобслей (двойки, женщины)                     | 21 февраля |
| 8       | Самуэль Жирар Шарль Амлен Шарль Курнуайе Паскаль Дион | Шорт-трек (эстафета, мужчины)                 | 22 февраля |
| 9       | Кэйтлин Осмонд | Фигурное катание (одиночное катание, женщины) | 23 февраля |
| 10      | Мужская сборная по хоккею с шайбой Карл Столлери Крис Ли Чарльз Геноуэй Жильбер Брюле Войтек Вольски Дерек Рой Крис Келли Роб Клинкхаммер Брэндон Козун Куинтон Хауден Рене Бурк Марк-Андре Граньяни Эндрю Эббетт Мэйсон Рэймонд Эрик О’Делл Стефан Эллиотт Коди Голубеф Бен Скривенс Кевин Пулен Джастин Питерс Мэт Робинсон Максим Лапьер Максим Норо Линден Вей Кристиан Томас | Хоккей (мужчины)                              | 24 февраля |

## Состав сборной
В заявку сборной Канады для участия в Играх 2018 года вошли 226 спортсменов (123 мужчины и 103 женщины), которые выступят в 14 олимпийских дисциплинах. Главой олимпийской делегации Канады на зимних Играх стала трёхкратный призёр Олимпийских игр в шорт-треке Изабель Шаре.
 Биатлон
1. Кристиан Гоу
2. Скотт Гоу
3. Брендан Грин
4. Макс Дэвис
5. Натан Смит
6. Сара Бёдри
7. Розанна Крофорд
8. Эмма Ландер
9. Джулия Рэнсом
10. Меган Тэнди

 Бобслей
1. Брайан Барнет
2. Ласеллес Браун
3. Джош Киркпатрик
4. Бен Кокуэлл
5. Александр Копач
6. Джастин Криппс
7. Джесси Ламсден
8. Ник Полониато
9. Невилл Райт
10. Cэйи Смит
11. Кристофер Спринг
12. Кам Стоунз
13. Кристин де Брёйн
14. Филисия Джордж
15. Мелисса Лотольз
16. Хезер Мойc
17. Алисия Рисслинг
18. Кейли Хамфрис

 Горнолыжный спорт
1. Филип Браун
2. Джеймс Кроуфорд
3. Дастин Кук
4. Мануэль Осборн-Паради
5. Эрик Рид
6. Бродерик Томпсон
7. Бенджамин Томсен
8. Тревор Филп
9. Валери Гренье
10. Кэндис Кроуфорд
11. Эрин Милзински
12. Рони Ремме
13. Лоуренc Сен-Жермен

 Кёрлинг
1. Марк Кеннеди
2. Кевин Куи
3. Брент Лэинг
4. Джон Моррис
5. Скотт Пфейфер
6. Бен Хеберт
7. Шерил Бернард
8. Джоанн Кортни
9. Кейтлин Лоус
10. Эмма Мискью
11. Рэйчел Хоман
12. Лиза Уигл

 Конькобежный спорт
1. Джордан Бельчос
2. Тед-Ян Блумен
3. Алекс Буавер-Лакруа
4. Венсан Де Этр
5. Гилмор Джунио
6. Бенджамин Доннелли
7. Лоран Дюбрёй
8. Оливье Жан
9. Денни Моррисон
10. Александр Сен-Жан
11. Ивани Блонден
12. Изабель Вайдеман
13. Кейлин Ирвайн
14. Кали Крист
15. Хизер Маклин
16. Джози Моррисон
17. Кэри Моррисон
18. Брианна Татт
19. Марша Хьюди

 Лыжные гонки
1. Лен Вяльяс
2. Кнуте Йонсгор
3. Расселл Кеннеди
4. Девон Кёршо
5. Грэм Киллик
6. Джесси Кокни
7. Алекс Харви
8. Дарья Битти
9. Сандрин Браун
10. Анне-Мари Комо
11. Эмили Нисикава

 Прыжки на лыжах с трамплина
1. Маккензи Бойд-Клаус
2. Тейлор Хенрих

 Санный спорт
1. Митчелл Малик
2. Джастин Снит
3. Тристан Уокер
4. Рид Уоттс
5. Самуэль Эдни
6. Брук Апшкрум
7. Алекс Гоф
8. Кимберли Макрей

 Скелетон
1. Кевин Бойер
2. Дейв Гречишин
3. Барретт Мартино
4. Элизабет Ватж
5. Мирела Ранева
6. Джейн Чэннелл

 Сноуборд
1. Джейси-Джей Андерсон
2. Бабтист Брошу
3. Даррен Гарднер
4. Элиот Гронден
5. Дерек Ливингстон
6. Марк Макморрис
7. Тайлер Николсон
8. Максанс Парро
9. Кристофер Робанске
10. Себастьен Тутан
11. Кевин Хилл
12. Зои Бергерман
13. Лори Блуен
14. Карла Бренеман
15. Кэйлинн Ирвин
16. Тесс Критчлоу
17. Мерседес Николль
18. Спенсер О’Брайен
19. Мерьета О’Дайн
20. Элизабет Хоскинг
21. Брук Войт

 Фигурное катание
1. Чарли Билодо
2. Майкл Маринаро
3. Киган Мессинг
4. Скотт Моир
5. Эндрю Поже
6. Поль Пуарье
7. Эрик Рэдфорд
8. Патрик Чан
9. Тесса Вертью
10. Пайпер Гиллес
11. Габриэль Дэйлман
12. Меган Дюамель
13. Кэйтлин Осмонд
14. Ларкин Остман
15. Кристен Мур-Тауэрс
16. Джулианна Сеген
17. Кэйтлин Уивер

 Фристайл
1. Алекс Бельмар
2. Алекс Больё-Маршан
3. Ноа Боумен
4. Марк-Антуан Ганьон
5. Симон Д’Артуа
6. Дэвид Данкан
7. Кристофер Дель Боско
8. Кевин Друри
9. Льюис Ирвинг
10. Микаэль Кингсбери
11. Брэди Леман
12. Эван Макэкран
13. Филипп Марки
14. Майк Риддл
15. Оливье Рошон
16. Тил Харле
17. Розалинд Грёневуд
18. Жюстин Дюфур-Лапуант
19. Хлоэ Дюфур-Лапуант
20. Катрин Лавалье
21. Ким Ламарр
22. Энди Нод
23. Одри Робишо
24. Келси Серва
25. Мариэль Томпсон
26. Бриттани Фелан
27. Дара Хауэлл
28. Юки Цубота
29. Кесси Шарп
30. Индия Шеррет

 Хоккей
1. Жильбер Брюле
2. Рене Бурк
3. Линден Вей
4. Войтек Вольский
5. Чей Геноуэй
6. Коди Голубеф
7. Марк-Андре Граньяни
8. Крис Келли
9. Роб Клинкхаммер
10. Брэндон Козун
11. Максим Лапьер
12. Крис Ли
13. Мэйсон Рэймонд
14. Максим Норо
15. Эрик О’Делл
16. Джастин Питерс
17. Кевин Пулен
18. Мэт Робинсон
19. Дерек Рой
20. Бен Скривенс
21. Карл Столлери
22. Кристиан Томас
23. Куинтон Хауден
24. Эндрю Эббетт
25. Стефан Эллиотт
26. Меган Агоста
27. Анн-Рене Десбин
28. Бейли Брам
29. Мелоди Дауст
30. Брианн Дженнер
31. Ребекка Джонстон
32. Хейли Ирвин
33. Эмили Кларк
34. Женевьев Лакасс
35. Бриджетт Лакетт
36. Жоселин Ларок
37. Меган Миккелсон
38. Сара Нерс
39. Мари-Филип Пулен
40. Лорин Ружо
41. Шэннон Сабадош
42. Джиллиан Солньер
43. Натали Спунер
44. Лора Стейси
45. Блейр Тернбулл
46. Дженнифер Уэйкфилд
47. Лаура Фортино
48. Рината Фэст

 Шорт-трек
1. Шарль Амлен
2. Паскаль Дион
3. Самуэль Жирар
4. Шарль Курнуайе
5. Кассандра Брадетт
6. Ким Бутен
7. Джейми Макдональд
8. Валери Мальте
9. Марианна Сен-Желе

Также на Игры был заявлен шорт-трекист Франсуа Амлен, однако он не выступил ни в одной из дисциплин.

## Результаты соревнований

### Биатлон
Большинство олимпийских лицензий на Игры 2018 года были распределены по результатам выступления стран в зачёт Кубка наций в рамках Кубка мира 2016/2017. По его результатам мужская сборная Канады заняла 13-е место, благодаря чему заработала 5 олимпийских лицензий, а женская сборная, занявшая 16-е место также получила право заявить для участия в соревнованиях 5 спортсменок. При этом в одной дисциплине страна может выставить не более четырёх биатлонистов. 16 января был объявлен состав сборной Канады по биатлону, который был сформирован по результатам выступлений спортсменов на этапах международных Кубков за последние два сезона.
Мужчины
| Соревнование         | Спортсмены                                     | Стрельба                             | Время                                     | Место        | Отставание                            |
| -------------------- | ---------------------------------------------- | ------------------------------------ | ----------------------------------------- | ------------ | ------------------------------------- |
| спринт               | Натан Смит                                     | 1+1                                  | 25:22,3                                   | 44           | +1:43,5                               |
| спринт               | Скотт Гоу                                      | 4+0                                  | 25:52,8                                   | 61           | +2:14,0                               |
| спринт               | Кристиан Гоу                                   | 2+1                                  | 25:53,5                                   | 62           | +2:14,7                               |
| спринт               | Брендан Грин                                   | 0+3                                  | 26:48,0                                   | 82           | +3:09,2                               |
| гонка преследования  | Натан Смит                                     | 0+0+1+3                              | 38:58,2                                   | 54           | +6:06,5                               |
| индивидуальная гонка | Скотт Гоу                                      | 0+0+0+1                              | 50:06,3                                   | 14           | +2:02,5                               |
| индивидуальная гонка | Брендан Грин                                   | 0+0+0+1                              | 50:30,4                                   | 22           | +2:26,6                               |
| индивидуальная гонка | Кристиан Гоу                                   | 1+0+0+1                              | 51:01,0                                   | 26           | +2:57,2                               |
| индивидуальная гонка | Натан Смит                                     | 0+1+4+0                              | 56:15,7                                   | 81           | +8:11,9                               |
| эстафета 4×7,5 км    | Кристиан Гоу Скотт Гоу Макс Дэвис Брендан Грин | 1+11 0+0 0+3 0+0 0+0 0+3 1+3 0+1 0+1 | 1:20:56,8 19:11,8 19:23,3 22:16,0 20:05,7 | 11 9 7 13 11 | +5:40,3 +48,2 +1:00,5 +4:29,2 +5:40,3 |

Женщины
| Соревнование         | Спортсмены                                           | Стрельба                     | Время                                     | Место          | Отставание                              |
| -------------------- | ---------------------------------------------------- | ---------------------------- | ----------------------------------------- | -------------- | --------------------------------------- |
| спринт               | Джулия Рэнсом                                        | 23:15,0                      | 0+1                                       | 40             | +2:08,8                                 |
| спринт               | Розанна Крофорд                                      | 23:29,2                      | 1+2                                       | 53             | +2:23,0                                 |
| спринт               | Эмма Ландер                                          | 23:30,4                      | 0+2                                       | 54             | +2:24,2                                 |
| спринт               | Меган Тэнди                                          | 23:42,8                      | 1+1                                       | 57             | +2:36,6                                 |
| гонка преследования  | Розанна Крофорд                                      | 0+0+1+1                      | 33:03,0                                   | 19             | +2:27,7                                 |
| гонка преследования  | Джулия Рэнсом                                        | 0+0+0+1                      | 33:38,3                                   | 28             | +3:03,0                                 |
| гонка преследования  | Эмма Ландер                                          | 0+1+1+2                      | 36:52,1                                   | 53             | +6:16,8                                 |
| гонка преследования  | Меган Тэнди                                          | DNS                          | DNS                                       | DNS            | DNS                                     |
| индивидуальная гонка | Розанна Крофорд                                      | 2+0+0+0                      | 44:55,9                                   | 26             | +3:48,7                                 |
| индивидуальная гонка | Сара Бёдри                                           | 0+1+0+0                      | 45:05,6                                   | 29             | +3:58,4                                 |
| индивидуальная гонка | Эмма Ландер                                          | 0+1+1+1                      | 46:56,6                                   | 54             | +5:49,4                                 |
| индивидуальная гонка | Джулия Рэнсом                                        | 1+1+2+1                      | 49:38,9                                   | 74             | +8:31,7                                 |
| эстафета 4×6 км      | Сара Бодри Джулия Рэнсом Эмма Ландер Розанна Крофорд | 1+11 0+0 0+3 1+3 0+0 0+1 0+1 | 1:13:36,8 18:04,0 18:27,7 19:09,6 17:55,5 | 10 15 10 13 10 | +1:33,4 +1:15,0 +1:09,5 +1:22,6 +1:33,4 |

Смешанная эстафета
| Соревнование       | Спортсмены                                              | Стрельба                            | Время                                     | Место       | Отставание                            |
| ------------------ | ------------------------------------------------------- | ----------------------------------- | ----------------------------------------- | ----------- | ------------------------------------- |
| смешанная эстафета | Розанна Крофорд Джулия Рэнсом Брендан Грин Кристиан Гоу | 0+9 0+1 0+1 0+0 0+2 0+1 0+2 0+0 0+2 | 1:11:11,0 16:18,8 17:14,5 18:57,9 18:39,8 | 12 11 14 12 | +2:36,7 +34,7 +1:44,7 +2:27,9 +2:36,7 |

### Бобслей

#### Бобслей
Квалификация спортсменов для участия в Олимпийских играх осуществлялась на основании рейтинга IBSF (англ. IBSF Ranking) по состоянию на 14 января 2018 года. По его результатам сборная Канады стала одной из двух стран (помимо Германии), кому удалось завоевать максимальное количество олимпийских квот в бобслее.
Мужчины
| Соревнование | Спортсмены                                                 | 1 заезд   | 1 заезд | 2 заезд   | 2 заезд | 3 заезд   | 3 заезд | 4 заезд   | 4 заезд | Итоговый результат | Итоговое место | Отставание |
| Соревнование | Спортсмены                                                 | Результат | Место   | Результат | Место   | Результат | Место   | Результат | Место   | Итоговый результат | Итоговое место | Отставание |
| ------------ | ---------------------------------------------------------- | --------- | ------- | --------- | ------- | --------- | ------- | --------- | ------- | ------------------ | -------------- | ---------- |
| двойки       | Джастин Криппс Александр Копач                             | 49,10     | 2       | 49,39     | 3       | 49,09     | 3       | 49,28     | 3       | 3:16,86            | 1              | +0,00      |
| двойки       | Ник Полониато Джесси Ламсден                               | 49,48     | 10      | 49,48     | 7       | 49,33     | 9       | 49,45     | 6       | 3:17,74            | 7              | +0,88      |
| двойки       | Кристофер Спринг Ласеллес Браун                            | 49,38     | 8       | 49,58     | 13      | 49,56     | 13      | 49,72     | 15      | 3:18,24            | 10             | +1,38      |
| четвёрки     | Джастин Криппс Джесси Ламсден Александр Копач Сэйи Смит    | 48,85     | 5       | 49,28     | 9       | 48,95     | 6       | 49,61     | 8       | 3:16,69            | 6              | +0,84      |
| четвёрки     | Ник Полониато Кам Стоунз Джош Киркпатрик Бен Кокуэлл       | 49,40     | 17      | 49,23     | 6       | 49,51     | 14      | 49,67     | 11      | 3:17,81            | 12             | +1,96      |
| четвёрки     | Кристофер Спринг Ласеллес Браун Брайан Барнетт Невилл Райт | 49,06     | 9       | 49,58     | 17      | 49,46     | 12      | 49,86     | 19      | 3:17,96            | 16             | +2,11      |

Женщины
| Соревнование | Спортсмены                       | 1 заезд   | 1 заезд | 2 заезд   | 2 заезд | 3 заезд   | 3 заезд | 4 заезд   | 4 заезд | Итоговый результат | Итоговое место | Отставание |
| Соревнование | Спортсмены                       | Результат | Место   | Результат | Место   | Результат | Место   | Результат | Место   | Итоговый результат | Итоговое место | Отставание |
| ------------ | -------------------------------- | --------- | ------- | --------- | ------- | --------- | ------- | --------- | ------- | ------------------ | -------------- | ---------- |
| двойки       | Кейли Хамфрис Филисия Джордж     | 50,72     | 5       | 50,88     | 3       | 50,52     | 3       | 50,77     | 4       | 3:22,89            | 3              | +0,44      |
| двойки       | Алисия Рисслинг Хезер Мойс       | 50,81     | 7       | 50,95     | 6       | 50,83     | 7       | 51,04     | 6       | 3:23,63            | 6              | +1,18      |
| двойки       | Кристин де Брёйн Мелисса Лотольз | 50,94     | 9       | 50,91     | 4       | 50,75     | 6       | 51,29     | 12      | 3:23,89            | 7              | +1,44      |

#### Скелетон
Квалификация спортсменов для участия в Олимпийских играх осуществлялась на основании рейтинга IBSF (англ. IBSF Ranking) по состоянию на 14 января 2018 года. По его результатам сборная Канады стала обдадателем трёх олимпийских квот у мужчин и трёх у женщин.
Мужчины
| Соревнование | Спортсмены      | 1 заезд   | 1 заезд | 2 заезд   | 2 заезд | 3 заезд   | 3 заезд | 4 заезд              | 4 заезд              | Итоговый результат | Итоговое место | Отставание |
| Соревнование | Спортсмены      | Результат | Место   | Результат | Место   | Результат | Место   | Результат            | Место                | Итоговый результат | Итоговое место | Отставание |
| ------------ | --------------- | --------- | ------- | --------- | ------- | --------- | ------- | -------------------- | -------------------- | ------------------ | -------------- | ---------- |
| мужчины      | Кевин Бойер     | 51,46     | 18      | 51,24     | 16      | 51,14     | 14      | 51,56                | 17                   | 3:25,40            | 17             | +4,85      |
| мужчины      | Дейв Гречишин   | 51,73     | 23      | 51,31     | 18      | 51,57     | 21      | завершил выступление | завершил выступление | 2:34,61            | 21             | —          |
| мужчины      | Барретт Мартино | 51,94     | 26      | 51,76     | 24      | 51,70     | 23      | завершил выступление | завершил выступление | 2:35,40            | 24             | —          |

Женщины
| Соревнование | Спортсмены    | 1 заезд   | 1 заезд | 2 заезд   | 2 заезд | 3 заезд   | 3 заезд | 4 заезд   | 4 заезд | Итоговый результат | Итоговое место | Отставание |
| Соревнование | Спортсмены    | Результат | Место   | Результат | Место   | Результат | Место   | Результат | Место   | Итоговый результат | Итоговое место | Отставание |
| ------------ | ------------- | --------- | ------- | --------- | ------- | --------- | ------- | --------- | ------- | ------------------ | -------------- | ---------- |
| женщины      | Элизабет Ватж | 52,45     | 12      | 52,01     | 1       | 52,37     | 14      | 51,82     | 2       | 3:28,65            | 9              | +1,37      |
| женщины      | Джейн Чэннелл | 52,42     | 11      | 52,28     | 8       | 52,28     | 10      | 52,09     | 8       | 3:29,07            | 10             | +1,79      |
| женщины      | Мирела Ранева | 52,48     | 14      | 52,33     | 11      | 52,06     | 8       | 52,65     | 15      | 3:29,52            | 12             | +2,24      |

### Кёрлинг

#### Мужчины
Олимпийскую лицензию в мужском кёрлинге сборная Канады получила, заняв по результатам последних двух чемпионатов мира итоговое 1-е место. Отбор в олимпийскую команду прошёл со 2 по 10 декабря в Оттаве. По итогам турнира победу одержала команда двукратного чемпиона мира Кевина Куи, представлявшего город Калгари, провинция Альберта. В финале соревнований команда Кевина Куи одержала победу со счётом 7:6 в поединке с командой Майка Макьюэна.
Состав
| Четвёртый | Третий       | Второй      | Ведущий    | Запасной      |
| --------- | ------------ | ----------- | ---------- | ------------- |
| Кевин Куи | Марк Кеннеди | Брент Лэинг | Бен Хеберт | Скотт Пфейфер |

| Место | Команда          | В | П | КЗ | КП | ВЭ | ПЭ | ОЭ | УЭ | ППД |
| ----- | ---------------- | - | - | -- | -- | -- | -- | -- | -- | --- |
| 1     | Швеция           | 7 | 2 | 60 | 36 | 35 | 29 | 12 | 8  | 87% |
| 2     | Канада           | 6 | 3 | 48 | 43 | 38 | 37 | 13 | 9  | 86% |
| 3     | США              | 5 | 4 | 57 | 59 | 39 | 40 | 4  | 6  | 79% |
| 4     | Великобритания   | 5 | 4 | 51 | 50 | 41 | 38 | 8  | 5  | 82% |
| 4     | Швейцария        | 5 | 4 | 60 | 54 | 44 | 39 | 11 | 8  | 83% |
| 6     | Норвегия         | 4 | 5 | 45 | 54 | 32 | 36 | 6  | 6  | 81% |
| 7     | Республика Корея | 4 | 5 | 54 | 59 | 40 | 41 | 7  | 8  | 82% |
| 8     | Япония           | 4 | 5 | 52 | 48 | 30 | 31 | 12 | 5  | 82% |
| 9     | Италия           | 3 | 6 | 50 | 56 | 42 | 45 | 15 | 8  | 81% |
| 10    | Дания            | 2 | 7 | 50 | 62 | 38 | 41 | 12 | 5  | 83% |

Результаты
Время местное (UTC+9).

| Площадка B | 1 | 2 | 3 | 4 | 5 | 6 | 7 | 8 | 9 | 10 | Всего |
| Канада     | 0 | 0 | 0 | 0 | 1 | 1 | 0 | 2 | 0 | 1  | 5     |
| Италия     | 0 | 0 | 0 | 1 | 0 | 0 | 1 | 0 | 1 | 0  | 3     |

| Площадка B | 1 | 2 | 3 | 4 | 5 | 6 | 7 | 8 | 9 | 10 | Всего |
| Норвегия   | 0 | 1 | 1 | 0 | 0 | 2 | 0 | 0 | 0 | X  | 4     |
| Канада     | 2 | 0 | 0 | 0 | 1 | 0 | 1 | 1 | 2 | X  | 7     |

| Площадка C | 1 | 2 | 3 | 4 | 5 | 6 | 7 | 8 | 9 | 10 | Всего |
| Канада     | 0 | 2 | 0 | 0 | 0 | 0 | 0 | 0 | 0 | X  | 2     |
| Швеция     | 0 | 0 | 0 | 0 | 2 | 2 | 0 | 1 | 0 | X  | 5     |

| Площадка C | 1 | 2 | 3 | 4 | 5 | 6 | 7 | 8 | 9 | 10 | 11 | Всего |
| США        | 1 | 0 | 2 | 0 | 1 | 1 | 0 | 0 | 2 | 0  | 2  | 9     |
| Канада     | 0 | 2 | 0 | 1 | 0 | 0 | 1 | 1 | 0 | 2  | 0  | 7     |

| Площадка A | 1 | 2 | 3 | 4 | 5 | 6 | 7 | 8 | 9 | 10 | Всего |
| Дания      | 0 | 1 | 0 | 1 | 0 | 0 | 1 | X | X | X  | 3     |
| Канада     | 4 | 0 | 1 | 0 | 3 | 0 | 0 | X | X | X  | 8     |

| Площадка A     | 1 | 2 | 3 | 4 | 5 | 6 | 7 | 8 | 9 | 10 | Всего |
| Канада         | 2 | 0 | 2 | 0 | 0 | 0 | 1 | 0 | 0 | 1  | 6     |
| Великобритания | 0 | 1 | 0 | 0 | 1 | 1 | 0 | 1 | 0 | 0  | 4     |

| Площадка D       | 1 | 2 | 3 | 4 | 5 | 6 | 7 | 8 | 9 | 10 | Всего |
| Канада           | 0 | 0 | 3 | 0 | 1 | 0 | 2 | 1 | 0 | 0  | 7     |
| Республика Корея | 0 | 1 | 0 | 1 | 0 | 1 | 0 | 0 | 2 | 1  | 6     |

| Площадка D | 1 | 2 | 3 | 4 | 5 | 6 | 7 | 8 | 9 | 10 | Всего |
| Швейцария  | 4 | 0 | 1 | 0 | 2 | 0 | 0 | 0 | 1 | Х  | 8     |
| Канада     | 0 | 2 | 0 | 1 | 2 | 1 | 0 | 0 | 0 | Х  | 6     |

| Площадка B | 1 | 2 | 3 | 4 | 5 | 6 | 7 | 8 | 9 | 10 | Всего |
| Япония     | 0 | 2 | 0 | 0 | 1 | 0 | 1 | 0 | 0 | Х  | 4     |
| Канада     | 1 | 0 | 2 | 1 | 0 | 2 | 0 | 1 | 1 | Х  | 8     |

Полуфинал
22 февраля, 20:05
| Площадка С | 1 | 2 | 3 | 4 | 5 | 6 | 7 | 8 | 9 | 10 | Всего |
| Канада     | 0 | 1 | 0 | 1 | 0 | 0 | 0 | 0 | 1 | 0  | 3     |
| США        | 0 | 0 | 1 | 0 | 1 | 0 | 0 | 2 | 0 | 1  | 5     |

Матч за 3-е место
23 февраля, 15:35
| Команда   | 1 | 2 | 3 | 4 | 5 | 6 | 7 | 8 | 9 | 10 | Всего |
| Швейцария | 0 | 1 | 1 | 0 | 2 | 0 | 2 | 0 | 1 | Х  | 7     |
| Канада    | 0 | 0 | 0 | 2 | 0 | 1 | 0 | 2 | 0 | Х  | 5     |

Итог: мужская сборная Канады по кёрлингу по итогам олимпийского турнира заняла 4-е место.

#### Женщины
Олимпийскую лицензию в женском кёрлинге сборная Канады получила, заняв по результатам последних двух чемпионатов мира итоговое 1-е место. Отбор в олимпийскую команду прошёл со 2 по 10 декабря в Оттаве. По итогам турнира победу одержала команда чемпионки мира 2017 года Рэйчел Хоман, представлявшая на турнире клуб Ottawa CC. В финале соревнований команда Хоман одержала победу со счётом 6:5 в поединке с командой Челси Кэри.
Состав
| Четвёртый    | Третий      | Второй        | Ведущий   | Запасной      |
| ------------ | ----------- | ------------- | --------- | ------------- |
| Рэйчел Хоман | Эмма Мискью | Джоанн Кортни | Лиза Уигл | Шерил Бернард |

| Место | Команда          | В | П | КЗ | КП | ВЭ | ПЭ | ОЭ | УЭ | ППД |
| ----- | ---------------- | - | - | -- | -- | -- | -- | -- | -- | --- |
| 1     | Республика Корея | 8 | 1 | 75 | 44 | 41 | 34 | 5  | 15 | 79% |
| 2     | Швеция           | 7 | 2 | 64 | 48 | 42 | 34 | 14 | 13 | 83% |
| 3     | Великобритания   | 6 | 3 | 61 | 56 | 39 | 38 | 12 | 6  | 79% |
| 4     | Япония           | 5 | 4 | 59 | 55 | 38 | 36 | 10 | 13 | 75% |
| 5     | Китай            | 4 | 5 | 57 | 65 | 35 | 38 | 12 | 5  | 78% |
| 6     | Канада           | 4 | 5 | 68 | 59 | 40 | 36 | 10 | 12 | 81% |
| 7     | США              | 4 | 5 | 60 | 55 | 34 | 37 | 12 | 7  | 78% |
| 8     | Швейцария        | 4 | 5 | 56 | 65 | 38 | 39 | 7  | 6  | 78% |
| 9     | ОСР              | 2 | 7 | 45 | 76 | 34 | 40 | 8  | 6  | 76% |
| 10    | Дания            | 1 | 8 | 50 | 72 | 32 | 41 | 10 | 6  | 73% |

Результаты
Время местное (UTC+9).

| Площадка A       | 1 | 2 | 3 | 4 | 5 | 6 | 7 | 8 | 9 | 10 | Всего |
| Канада           | 0 | 1 | 0 | 0 | 0 | 2 | 1 | 0 | 0 | 2  | 6     |
| Республика Корея | 1 | 0 | 0 | 1 | 2 | 0 | 0 | 1 | 3 | 0  | 8     |

| Площадка A | 1 | 2 | 3 | 4 | 5 | 6 | 7 | 8 | 9 | 10 | 11 | Всего |
| Дания      | 0 | 0 | 3 | 1 | 0 | 2 | 0 | 0 | 0 | 2  | 1  | 9     |
| Канада     | 0 | 2 | 0 | 0 | 4 | 0 | 1 | 1 | 0 | 0  | 0  | 8     |

| Площадка C | 1 | 2 | 3 | 4 | 5 | 6 | 7 | 8 | 9 | 10 | Всего |
| Канада     | 0 | 0 | 2 | 0 | 2 | 0 | 2 | 0 | 3 | 1  | 10    |
| Швейцария  | 1 | 0 | 0 | 3 | 0 | 3 | 0 | 1 | 0 | 0  | 8     |

| Площадка A | 1 | 2 | 3 | 4 | 5 | 6 | 7 | 8 | 9 | 10 | Всего |
| Канада     | 0 | 0 | 1 | 2 | 0 | 1 | 0 | 0 | 1 | 0  | 5     |
| Китай      | 0 | 2 | 0 | 0 | 3 | 0 | 0 | 1 | 0 | 1  | 7     |

| Площадка C | 1 | 2 | 3 | 4 | 5 | 6 | 7 | 8 | 9 | 10 | Всего |
| ОСР        | 4 | 0 | 1 | 0 | 0 | 0 | 2 | 1 | 0 | 0  | 8     |
| Канада     | 0 | 2 | 0 | 2 | 1 | 1 | 0 | 0 | 2 | 1  | 9     |

| Площадка B | 1 | 2 | 3 | 4 | 5 | 6 | 7 | 8 | 9 | 10 | 11 | Всего |
| Канада     | 0 | 0 | 3 | 0 | 1 | 0 | 1 | 1 | 0 | 1  | 0  | 6     |
| Швеция     | 2 | 0 | 0 | 1 | 0 | 2 | 0 | 0 | 1 | 0  | 1  | 7     |

| Площадка D | 1 | 2 | 3 | 4 | 5 | 6 | 7 | 8 | 9 | 10 | Всего |
| США        | 0 | 1 | 0 | 1 | 0 | 1 | 0 | X | X | X  | 3     |
| Канада     | 3 | 0 | 1 | 0 | 3 | 0 | 4 | X | X | X  | 11    |

| Площадка B | 1 | 2 | 3 | 4 | 5 | 6 | 7 | 8 | 9 | 10 | Всего |
| Япония     | 0 | 1 | 0 | 0 | 0 | 2 | 0 | X | X | X  | 3     |
| Канада     | 1 | 0 | 0 | 1 | 4 | 0 | 2 | X | X | X  | 8     |

| Площадка D     | 1 | 2 | 3 | 4 | 5 | 6 | 7 | 8 | 9 | 10 | Всего |
| Канада         | 0 | 2 | 1 | 0 | 0 | 1 | 0 | 0 | 1 | 0  | 5     |
| Великобритания | 1 | 0 | 0 | 1 | 0 | 0 | 0 | 2 | 0 | 2  | 6     |

Итог: женская сборная Канады по кёрлингу по результатам олимпийского турнира заняла 6-е место.

#### Смешанные пары
Соревнования среди смешанных пар дебютируют в программе зимних Олимпийских игр. 8 января было объявлено, что Джон Моррис и Кейтлин Лоус выступят в соревновании смешанных пар.
Состав
| Мужчина     | Женщина      |
| ----------- | ------------ |
| Джон Моррис | Кейтлин Лоус |

| Место | Команда          | В | П | КЗ | КП | ВЭ | ПЭ | ОЭ | УЭ | ППД |
| ----- | ---------------- | - | - | -- | -- | -- | -- | -- | -- | --- |
| 1     | Канада           | 6 | 1 | 52 | 26 | 29 | 20 | 0  | 9  | 80% |
| 2     | Швейцария        | 5 | 2 | 45 | 33 | 29 | 26 | 0  | 10 | 72% |
| 3     | ОСР              | 4 | 3 | 36 | 44 | 26 | 27 | 1  | 7  | 67% |
| 4     | Китай            | 4 | 3 | 47 | 42 | 27 | 27 | 1  | 6  | 72% |
| 5     | Норвегия         | 4 | 3 | 39 | 43 | 26 | 25 | 1  | 8  | 74% |
| 6     | Республика Корея | 2 | 5 | 42 | 47 | 26 | 26 | 1  | 7  | 70% |
| 7     | США              | 2 | 5 | 37 | 43 | 26 | 25 | 0  | 9  | 74% |
| 8     | Финляндия        | 1 | 6 | 35 | 53 | 23 | 29 | 0  | 6  | 66% |

Результаты
Время местное (UTC+9).

| Площадка B | 1 | 2 | 3 | 4 | 5 | 6 | 7 | 8 | Всего |
| Канада     | 1 | 0 | 3 | 0 | 2 | 0 | 0 | 0 | 6     |
| Норвегия   | 0 | 3 | 0 | 1 | 0 | 2 | 1 | 2 | 9     |

| Площадка C | 1 | 2 | 3 | 4 | 5 | 6 | 7 | 8 | Всего |
| Китай      | 0 | 2 | 0 | 1 | 0 | 1 | 0 | X | 4     |
| Канада     | 3 | 0 | 4 | 0 | 1 | 0 | 2 | X | 10    |

| Площадка C | 1 | 2 | 3 | 4 | 5 | 6 | 7 | 8 | Всего |
| Канада     | 0 | 4 | 0 | 1 | 1 | 1 | X | X | 7     |
| Швейцария  | 1 | 0 | 1 | 0 | 0 | 0 | X | X | 2     |

| Площадка D       | 1 | 2 | 3 | 4 | 5 | 6 | 7 | 8 | Всего |
| Канада           | 1 | 1 | 0 | 2 | 1 | 0 | 2 | 1 | 8     |
| Республика Корея | 0 | 0 | 2 | 0 | 0 | 1 | 0 | 0 | 3     |

| Площадка D | 1 | 2 | 3 | 4 | 5 | 6 | 7 | 8 | Всего |
| США        | 1 | 0 | 1 | 0 | 0 | 1 | 1 | 0 | 4     |
| Канада     | 0 | 1 | 0 | 1 | 3 | 0 | 0 | 1 | 6     |

| Площадка A | 1 | 2 | 3 | 4 | 5 | 6 | 7 | 8 | Всего |
| Канада     | 1 | 0 | 1 | 1 | 0 | 5 | X | X | 8     |
| Финляндия  | 0 | 1 | 0 | 0 | 1 | 0 | X | X | 2     |

| Площадка A | 1 | 2 | 3 | 4 | 5 | 6 | 7 | 8 | Всего |
| ОСР        | 0 | 0 | 1 | 0 | 1 | 0 | X | X | 2     |
| Канада     | 3 | 1 | 0 | 2 | 0 | 2 | X | X | 8     |

Полуфинал
12 февраля, 09:05
| Площадка A | 1 | 2 | 3 | 4 | 5 | 6 | 7 | 8 | Всего |
| Канада     | 2 | 0 | 0 | 1 | 2 | 0 | 3 | X | 8     |
| Норвегия   | 0 | 1 | 1 | 0 | 0 | 2 | 0 | X | 4     |

Финал
13 февраля, 20:05
| Площадка B | 1 | 2 | 3 | 4 | 5 | 6 | 7 | 8 | Всего |
| Канада     | 2 | 0 | 4 | 0 | 2 | 2 | Х | Х | 10    |
| Швейцария  | 0 | 2 | 0 | 1 | 0 | 0 | Х | Х | 3     |

Итог: сборная Канады по кёрлингу по итогам олимпийского турнира стала обладателем золотых медалей.

### Коньковые виды спорта

#### Конькобежный спорт
По сравнению с прошлыми Играми в программе конькобежного спорта произошёл ряд изменений. Были добавлены соревнвнования в масс-старте, где спортсменам необходимо будет преодолеть 16 кругов, с тремя промежуточными финишами, набранные очки на которых помогут в распределении мест, начиная с 4-го. Также впервые с 1994 года конькобежцы будут бежать дистанцию 500 метров только один раз. Распределение квот происходило по итогам первых четырёх этапов Кубка мира. По их результатам был сформирован сводный квалификационный список, согласно которому сборная Канады стала обладателем олимпийских лицензий на всех дистанциях. При этом Канада вошла в число трёх стран (наряду с Нидерландами и Японией), кому удалось завоевать все 17 квот в женской части соревнований.
Основной этап отбора в олимпийскую сборную проходил с 4 по 9 января в Калгари. По его итогам, а также по результату выступлений канадских конькобежцев на международных соревнованиях тренерский штаб, состоящий из четырёх человек сформировал итоговый список. Олимпийские лицензии получили 10 мужчин и 9 женщин.
Мужчины
Индивидуальные гонки
| Соревнование  | Спортсмены          | Результат   | Место | Отставание |
| ------------- | ------------------- | ----------- | ----- | ---------- |
| 500 метров    | Алекс Буавер-Лакруа | 34,934      | 11    | +0,52      |
| 500 метров    | Гилмор Джунио       | 35,158      | 17    | +0,74      |
| 500 метров    | Лоран Дюбрёй        | 35,16       | 18    | +0,75      |
| 1000 метров   | Александр Сен-Жан   | 1:09,24     | 11    | +1,29      |
| 1000 метров   | Венсан де Этр       | 1:09,79     | 19    | +1,84      |
| 1000 метров   | Лоран Дюбрёй        | 1:10,03     | 25    | +2,08      |
| 1500 метров   | Денни Моррисон      | 1:46,36     | 13    | +2,35      |
| 1500 метров   | Венсан Де Этр       | 1:47,32     | 21    | +3,31      |
| 1500 метров   | Бенджамин Доннелли  | 1:49,68     | 31    | +5,67      |
| 5000 метров   | Тед-Ян Блумен       | 6:11,616    | 2     | +1,85      |
| 10 000 метров | Тед-Ян Блумен       | 12:39,77 OR | 1     | +0,00      |
| 10 000 метров | Джордан Бельчос     | 12:59,51    | 5     | +19,74     |

Масс-старт
| Соревнование | Спортсмены | Полуфинал | Полуфинал | Полуфинал | Полуфинал | Полуфинал | Финал | Финал | Финал   | Финал |
| Соревнование | Спортсмены | Забег     | Круги     | Очки      | Время     | Место     | Круги | Очки  | Время   | Место |
| ------------ | ---------- | --------- | --------- | --------- | --------- | --------- | ----- | ----- | ------- | ----- |
| масс-старт   | Оливье Жан | 1         | 16        | 4         | 8:42,31   | 7 Q       | 16    | 0     | 7:49,30 | 14    |

Командная гонка
| Соревнование    | Спортсмены                                                            | Четвертьфинал | Четвертьфинал | Четвертьфинал | Полуфинал            | Финал                | Итоговое Место |
| Соревнование    | Спортсмены                                                            | Забег         | Время         | Место         | Соперник / Результат | Соперник / Результат | Итоговое Место |
| --------------- | --------------------------------------------------------------------- | ------------- | ------------- | ------------- | -------------------- | -------------------- | -------------- |
| командная гонка | Тед-Ян Блумен Денни Моррисон Бенджамин Доннелли QF Джордан Бельчос QF | 3             | 3:41,73       | 7 QD          | не участвовали       | Финал D              | 7              |
| командная гонка | Тед-Ян Блумен Денни Моррисон Бенджамин Доннелли QF Джордан Бельчос QF | 3             | 3:41,73       | 7 QD          | не участвовали       | США · В 3:42,16      | 7              |

Женщины
Индивидуальные гонки
| Соревнование | Спортсмены       | Результат | Место | Отставание |
| ------------ | ---------------- | --------- | ----- | ---------- |
| 500 метров   | Марша Хьюди      | 37,88     | 10    | +0,94      |
| 500 метров   | Хизер Маклин     | 38,29     | 14    | +1,35      |
| 1000 метров  | Кейлин Ирвайн    | 1:16,90   | 23    | +3,34      |
| 1000 метров  | Хизер Маклин     | 1:17,25   | 25    | +3,69      |
| 1500 метров  | Брианна Татт     | 1:58,77   | 15    | +4,42      |
| 1500 метров  | Кали Крист       | 1:59,42   | 19    | +5,07      |
| 1500 метров  | Джози Моррисон   | 1:59,77   | 21    | +5,42      |
| 3000 метров  | Ивани Блонден    | 4:04,14   | 6     | +4,93      |
| 3000 метров  | Изабель Вайдеман | 4:04,26   | 7     | +5,05      |
| 3000 метров  | Брианна Татт     | 4:13,70   | 20    | +14,49     |
| 5000 метров  | Ивани Блонден    | 6:59,38   | 5     | +9,15      |
| 5000 метров  | Изабель Вайдеман | 6:59,88   | 6     | +9,65      |

Масс-старт
| Соревнование | Спортсмены    | Полуфинал | Полуфинал | Полуфинал | Полуфинал | Полуфинал | Финал                 | Финал                 | Финал                 | Финал                 |
| Соревнование | Спортсмены    | Забег     | Круги     | Очки      | Время     | Место     | Круги                 | Очки                  | Время                 | Место                 |
| ------------ | ------------- | --------- | --------- | --------- | --------- | --------- | --------------------- | --------------------- | --------------------- | --------------------- |
| масс-старт   | Кэри Моррисон | 1         | 16        | 21        | 8:54,25   | 3 Q       | 16                    | 0                     | 8:41,38               | 12                    |
| масс-старт   | Ивани Блонден | 2         | 16        | 1         | 8:53,92   | 10        | завершила выступление | завершила выступление | завершила выступление | завершила выступление |

Командная гонка
| Соревнование    | Спортсмены                                                            | Четвертьфинал | Четвертьфинал | Четвертьфинал | Полуфинал             | Финал                | Итоговое Место |
| Соревнование    | Спортсмены                                                            | Забег         | Время         | Место         | Соперник / Результат  | Соперник / Результат | Итоговое Место |
| --------------- | --------------------------------------------------------------------- | ------------- | ------------- | ------------- | --------------------- | -------------------- | -------------- |
| командная гонка | Ивани Блонден Изабель Вайдеман Джози Моррисон QF, FB Кэри Моррисон SF | 3             | 2:59,02       | 3 Q           | Япония · П 3:01,84 QB | Финал B              | 4              |
| командная гонка | Ивани Блонден Изабель Вайдеман Джози Моррисон QF, FB Кэри Моррисон SF | 3             | 2:59,02       | 3 Q           | Япония · П 3:01,84 QB | США · П 2:59,72      | 4              |

#### Фигурное катание
Большинство олимпийских лицензий на Игры 2018 года были распределены по результатам выступления спортсменов в рамках чемпионата мира 2017 года. По его результатам сборная Канады не смогла завоевать лишь одну квоту в мужском одиночном катании. По общему числу олимпийских лицензий (11) канадская сборная стала лидером среди всех стран-участниц. Также сборная Канады получила право выступить в командных соревнованиях.
| Соревнование              | Спортсмены                          | Короткая программа | Короткая программа | Произвольная программа | Произвольная программа | Всего        | Всего |
| Соревнование              | Спортсмены                          | Сумма баллов       | Место              | Сумма баллов           | Место                  | Сумма баллов | Место |
| ------------------------- | ----------------------------------- | ------------------ | ------------------ | ---------------------- | ---------------------- | ------------ | ----- |
| мужское одиночное катание | Патрик Чан                          | 90,01              | 6 Q                | 173,42                 | 8                      | 263,43       | 9     |
| мужское одиночное катание | Киган Мессинг                       | 85,11              | 10 Q               | 170,32                 | 12                     | 255,43       | 12    |
| женское одиночное катание | Кэйтлин Осмонд                      | 78,87              | 3 Q                | 152,15                 | 3                      | 231,02       | 3     |
| женское одиночное катание | Габриэль Дэйлман                    | 68,90              | 7 Q                | 103,56                 | 19                     | 172,46       | 15    |
| женское одиночное катание | Ларкин Остман                       | 51,42              | 25                 | завершила выступление  | завершила выступление  | 51,42        | 25    |
| парное катание            | Меган Дюамель / Эрик Рэдфорд        | 76,82              | 3 Q                | 153,33                 | 2                      | 230,15       | 3     |
| парное катание            | Джулианна Сеген / Чарли Билодо      | 67,52              | 12 Q               | 136,50                 | 8                      | 204,02       | 9     |
| парное катание            | Кристен Мур-Тауэрс / Майкл Маринаро | 65,68              | 13 Q               | 132,43                 | 9                      | 198,11       | 11    |
| танцы на льду             | Тесса Вертью / Скотт Моир           | 83,67 WR           | 1 Q                | 122,40                 | 2                      | 206,07 WR    | 1     |
| танцы на льду             | Кэйтлин Уивер / Эндрю Поже          | 74,33              | 8 Q                | 107,65                 | 7                      | 181,98       | 7     |
| танцы на льду             | Пайпер Гиллес / Поль Пуарье         | 69,60              | 9 Q                | 107,31                 | 8                      | 176,91       | 8     |

Командные соревнования
| Соревнование           | Спортсмены                                                                                                  | Короткая программа      | Короткая программа      | Короткая программа      | Короткая программа       | Произвольная программа    | Произвольная программа   | Произвольная программа    | Произвольная программа    | Всего     | Всего |
| Соревнование           | Спортсмены                                                                                                  | Мужчины                 | Женщины                 | Пары                    | Танцы                    | Мужчины                   | Женщины                  | Пары                      | Танцы                     | Результат | Место |
| ---------------------- | --- | ----------------------- | ----------------------- | ----------------------- | ------------------------ | ------------------------- | ------------------------ | ------------------------- | ------------------------- | --------- | ----- |
| командные соревнования | Патрик Чан Кэйтлин Осмонд (КП) Габриэль Дэйлман (ПП) Меган Дюамель / Эрик Рэдфорд Тесса Вертью / Скотт Моир | 81,66 3-е место 8 очков | 71,38 3-е место 8 очков | 76,51 2-е место 9 очков | 80,51 1-е место 10 очков | 179,75 1-е место 10 очков | 137,14 3-е место 8 очков | 148,51 1-е место 10 очков | 118,10 1-е место 10 очков | 73        | 1     |

#### Шорт-трек
Квалификация на зимние Олимпийские игры в шорт-треке проходила по результатам четырёх этапов Кубка мира 2017/2018. По итогам этих турниров был сформирован олимпийский квалификационный лист, согласно которому сборная Канады попала в число восьми сильнейших в эстафетном зачёте, как у мужчин, так и у женщин. Благодаря этому канадская сборная получила возможность заявить для участия в Играх по 5 спортсменов.
Мужчины
| Соревнование | Спортсмены                                            | Отборочный раунд | Отборочный раунд | Отборочный раунд | Четвертьфинал        | Четвертьфинал        | Четвертьфинал        | Полуфинал            | Полуфинал            | Полуфинал            | Финал                | Финал                | Итоговое место |
| Соревнование | Спортсмены                                            | Забег            | Результат        | Место            | Забег                | Результат            | Место                | Забег                | Результат            | Место                | Результат            | Место                | Итоговое место |
| ------------ | ----------------------------------------------------- | ---------------- | ---------------- | ---------------- | -------------------- | -------------------- | -------------------- | -------------------- | -------------------- | -------------------- | -------------------- | -------------------- | -------------- |
| 500 метров   | Самуэль Жирар                                         | 2                | 40,493           | 1 Q              | 3                    | 40,477               | 1 Q                  | 1                    | 40,185               | 2 QA                 | 39,987               | 4                    | 4              |
| 500 метров   | Шарль Амлен                                           | 4                | PEN              | —                | завершил выступление | завершил выступление | завершил выступление | завершил выступление | завершил выступление | завершил выступление | завершил выступление | завершил выступление | —              |
| 1000 метров  | Самуэль Жирар                                         | 3                | 1:23,894         | 1 Q              | 2                    | 1:24,289             | 1 Q                  | 2                    | 1:25,102             | 4 ADVA               | 1:24,650             | 1                    | 1              |
| 1000 метров  | Шарль Амлен                                           | 5                | 1:23,407 OR      | 1 Q              | 4                    | 1:24,015             | 2 Q                  | 2                    | PEN                  | —                    | завершил выступление | завершил выступление | 9              |
| 1000 метров  | Шарль Курнуайе                                        | 2                | 1:24,051         | 3                | завершил выступление | завершил выступление | завершил выступление | завершил выступление | завершил выступление | завершил выступление | завершил выступление | завершил выступление | 20             |
| 1500 метров  | Самуэль Жирар                                         | 2                | 2:12,130         | 1 Q              | не проводится        | не проводится        | не проводится        | 1                    | —                    | 6 ADVA               | 2:11,176             | 4                    | 4              |
| 1500 метров  | Паскаль Дион                                          | 3                | 2:16,856         | 5 ADV            | не проводится        | не проводится        | не проводится        | 2                    | 2:12,640             | 3 QB                 | Финал B              | Финал B              | 10             |
| 1500 метров  | Паскаль Дион                                          | 3                | 2:16,856         | 5 ADV            | не проводится        | не проводится        | не проводится        | 2                    | 2:12,640             | 3 QB                 | 2:26,412             | 3                    | 10             |
| 1500 метров  | Шарль Амлен                                           | 1                | 2:12,923         | 2 Q              | не проводится        | не проводится        | не проводится        | 1                    | 2:11,124             | 2 QA                 | PEN                  | —                    | 13             |
| эстафета     | Самуэль Жирар Шарль Амлен Шарль Курнуайе Паскаль Дион | не проводится    | не проводится    | не проводится    | не проводится        | не проводится        | не проводится        | 1                    | 6:41,042             | 2 QA                 | 6:32,282             | 3                    | 3              |

Женщины
| Соревнование | Спортсмены                                                                    | Отборочный раунд | Отборочный раунд | Отборочный раунд | Четвертьфинал         | Четвертьфинал         | Четвертьфинал         | Полуфинал             | Полуфинал             | Полуфинал             | Финал                 | Финал                 | Итоговое место |
| Соревнование | Спортсмены                                                                    | Забег            | Результат        | Место            | Забег                 | Результат             | Место                 | Забег                 | Результат             | Место                 | Результат             | Место                 | Итоговое место |
| ------------ | ----------------------------------------------------------------------------- | ---------------- | ---------------- | ---------------- | --------------------- | --------------------- | --------------------- | --------------------- | --------------------- | --------------------- | --------------------- | --------------------- | -------------- |
| 500 метров   | Ким Бутен                                                                     | 1                | 43,634           | 1 Q              | 2                     | 42,789                | 2 Q                   | 2                     | 43,234                | 3 ADVA                | 43,881                | 3                     | 3              |
| 500 метров   | Марианна Сен-Желе                                                             | 7                | 43,437           | 1 Q              | 1                     | PEN                   | —                     | завершила выступление | завершила выступление | завершила выступление | завершила выступление | завершила выступление | 16             |
| 500 метров   | Джейми Макдональд                                                             | 6                | PEN              | —                | завершила выступление | завершила выступление | завершила выступление | завершила выступление | завершила выступление | завершила выступление | завершила выступление | завершила выступление | —              |
| 1000 метров  | Ким Бутен                                                                     | 8                | 1:32,402         | 1 Q              | 1                     | 1:30,013              | 1 Q                   | 1                     | 1:29,065              | 1 QA                  | 1:29,956              | 2                     | 2              |
| 1000 метров  | Валери Мальте                                                                 | 4                | 1:30,773         | 2 Q              | 2                     | 1:30,131              | 2 Q                   | 1                     | PEN                   | —                     | завершила выступление | завершила выступление | 7              |
| 1000 метров  | Марианна Сен-Желе                                                             | 7                | 1:30,512         | 2 Q              | 1                     | 1:30,180              | 3                     | завершила выступление | завершила выступление | завершила выступление | завершила выступление | завершила выступление | 11             |
| 1500 метров  | Ким Бутен                                                                     | 4                | 2:21,149         | 2 Q              | не проводится         | не проводится         | не проводится         | 1                     | 2:22,799              | 2 QA                  | 2:25,834              | 3                     | 3              |
| 1500 метров  | Марианна Сен-Желе                                                             | 2                | 2:31,274         | 2 Q              | не проводится         | не проводится         | не проводится         | 1                     | PEN                   | —                     | завершила выступление | завершила выступление | 18             |
| 1500 метров  | Валери Мальте                                                                 | 5                | 2:29,877         | 3 Q              | не проводится         | не проводится         | не проводится         | 3                     | PEN                   | —                     | завершила выступление | завершила выступление | 19             |
| эстафета     | Марианна Сен-Желе Ким Бутен Валери Мальте Кассандра Брадетт Джейми Макдональд | не проводится    | не проводится    | не проводится    | не проводится         | не проводится         | не проводится         | 1                     | 4:07,627              | 2 QA                  | PEN                   | —                     | 8              |

### Лыжные виды спорта

#### Горнолыжный спорт
Квалификация спортсменов для участия в Олимпийских играх осуществлялась на основании специального квалификационного рейтинга FIS по состоянию на 21 января 2018 года. При этом НОК для участия в Олимпийских играх мог выбрать только того спортсмена, который вошёл в топ-500 олимпийского рейтинга в своей дисциплине, и при этом имел определённое количество очков, согласно квалификационной таблице. Страны, не имеющие участников в числе 500 сильнейших спортсменов, могли претендовать только на квоты категории B в технических дисциплинах. По итогам квалификационного отбора сборная Канады завоевала 15 олимпийских лицензий, но затем отказалась от одной из них.
Мужчины
| Соревнование      | Спортсмены            | Скоростной спуск/ 1 спуск | Скоростной спуск/ 1 спуск | Слалом/ 2 спуск      | Слалом/ 2 спуск      | Всего                | Место                | Отставание           |
| Соревнование      | Спортсмены            | Время                     | Место                     | Время                | Место                | Всего                | Место                | Отставание           |
| ----------------- | --------------------- | ------------------------- | ------------------------- | -------------------- | -------------------- | -------------------- | -------------------- | -------------------- |
| скоростной спуск  | Мануэль Осборн-Паради | не проводится             | не проводится             | не проводится        | не проводится        | 1:41,89              | 14                   | +1,64                |
| скоростной спуск  | Бенджамин Томсен      | не проводится             | не проводится             | не проводится        | не проводится        | 1:43,19              | 28                   | +2,94                |
| скоростной спуск  | Дастин Кук            | не проводится             | не проводится             | не проводится        | не проводится        | 1:43,80              | 32                   | +3,55                |
| скоростной спуск  | Бродерик Томпсон      | не проводится             | не проводится             | не проводится        | не проводится        | 1:44,37              | 35                   | +4,12                |
| супергигант       | Дастин Кук            | не проводится             | не проводится             | не проводится        | не проводится        | 1:25,23              | 9                    | +0,79                |
| супергигант       | Мануэль Осборн-Паради | не проводится             | не проводится             | не проводится        | не проводится        | 1:26,39              | 22                   | +1,95                |
| супергигант       | Бродерик Томпсон      | не проводится             | не проводится             | не проводится        | не проводится        | 1:26,45              | 23                   | +2,01                |
| супергигант       | Джеймс Кроуфорд       | не проводится             | не проводится             | не проводится        | не проводится        | DNF                  | DNF                  | DNF                  |
| комбинация        | Джеймс Кроуфорд       | 1:21,97                   | 37                        | 48,80                | 17                   | 2:10,77              | 20                   | +4,25                |
| комбинация        | Бродерик Томпсон      | 1:21,75                   | 33                        | 49,63                | 23                   | 2:11,38              | 23                   | +4,86                |
| комбинация        | Бенджамин Томсен      | 1:21,36                   | 26                        | DNS                  | DNS                  | —                    | —                    | —                    |
| комбинация        | Мануэль Осборн-Паради | DNF                       | DNF                       | завершил выступление | завершил выступление | завершил выступление | завершил выступление | завершил выступление |
| слалом            | Филип Браун           | 50,22                     | 26                        | 51,72                | 21                   | 1:41,94              | 22                   | +2,95                |
| слалом            | Эрик Рид              | 49,81                     | 23                        | 58,74                | 34                   | 1:48,55              | 29                   | +9,56                |
| слалом            | Тревор Филп           | 49,95                     | 25                        | DNF                  | DNF                  | —                    | —                    | —                    |
| гигантский слалом | Эрик Рид              | 1:10,18                   | 16                        | 1:10,56              | 15                   | 2:20,74              | 11                   | +2,70                |
| гигантский слалом | Тревор Филп           | 1:11,13                   | 24                        | 1:10,38              | 9                    | 2:21,51              | 18                   | +3,47                |
| гигантский слалом | Филип Браун           | 1:11,30                   | 25                        | 1:11,25              | 23                   | 2:22,55              | 27                   | +4,51                |
| гигантский слалом | Джеймс Кроуфорд       | 1:11,74                   | 31                        | 1:12,38              | 30                   | 2:24,12              | 29                   | +6,08                |

Женщины
| Соревнование      | Спортсмены         | Скоростной спуск/ 1 спуск | Скоростной спуск/ 1 спуск | Слалом/ 2 спуск       | Слалом/ 2 спуск       | Всего                 | Место                 | Отставание            |
| Соревнование      | Спортсмены         | Время                     | Место                     | Время                 | Место                 | Всего                 | Место                 | Отставание            |
| ----------------- | ------------------ | ------------------------- | ------------------------- | --------------------- | --------------------- | --------------------- | --------------------- | --------------------- |
| скоростной спуск  | Валери Гренье      | не проводится             | не проводится             | не проводится         | не проводится         | 1:42,13               | 21                    | +2,91                 |
| скоростной спуск  | Рони Ремме         | не проводится             | не проводится             | не проводится         | не проводится         | 1:42,80               | 23                    | +3,58                 |
| скоростной спуск  | Кэндис Кроуфорд    | не проводится             | не проводится             | не проводится         | не проводится         | DNF                   | DNF                   | DNF                   |
| супергигант       | Валери Гренье      | не проводится             | не проводится             | не проводится         | не проводится         | 1:22,77               | 23                    | +1,66                 |
| супергигант       | Кэндис Кроуфорд    | не проводится             | не проводится             | не проводится         | не проводится         | 1:23,69               | 29                    | +2,58                 |
| супергигант       | Рони Ремме         | не проводится             | не проводится             | не проводится         | не проводится         | 1:25,90               | 37                    | +4,79                 |
| комбинация        | Валери Гренье      | 1:41,79                   | 8                         | 41,65                 | 8                     | 2:23,44               | 6                     | +2,54                 |
| комбинация        | Кэндис Кроуфорд    | DNF                       | DNF                       | завершила выступление | завершила выступление | завершила выступление | завершила выступление | завершила выступление |
| комбинация        | Рони Ремме         | DNF                       | DNF                       | завершила выступление | завершила выступление | завершила выступление | завершила выступление | завершила выступление |
| слалом            | Эрин Милзински     | 51,83                     | 22                        | 49,66                 | 3                     | 1:41,49               | 11                    | +2,86                 |
| слалом            | Лоуренc Сен-Жермен | 50,94                     | 11                        | 50,86                 | 20                    | 1:41,80               | 15                    | +3,17                 |
| слалом            | Рони Ремме         | 52,43                     | 29                        | 51,18                 | 23                    | 1:43,61               | 27                    | +4,98                 |
| гигантский слалом | Кэндис Кроуфорд    | 1:14,70                   | 30                        | 1:10,46               | 22                    | 2:25,16               | 25                    | +5,14                 |
| гигантский слалом | Валери Гренье      | 1:15,74                   | 33                        | DNF                   | DNF                   | —                     | —                     | —                     |

Командные соревнования
Командные соревнования в горнолыжном спорте дебютируют в программе Олимпийских игр. Состав сборной состоит из 4 спортсменов (2 мужчин и 2 женщин). Командные соревнования проводятся как параллельные соревнования с использованием ворот и флагов гигантского слалома. Победитель каждого индивидуального тура приносит 1 очко своей команде. При равном счёте каждая команда получает по одному очку. Если равный счёт имеет место в конце тура (2:2), команда с лучшим суммарным временем лучшей женщины и лучшего мужчины (или вторыми лучшими, если первые имеют равное время) выигрывает тур.
| Соревнование           | Спортсмены                                                | 1/8 финала                        | 1/4 финала            | Полуфинал             | Финал                 | Место |
| Соревнование           | Спортсмены                                                | Соперник / Результат              | Соперник / Результат  | Соперник / Результат  | Соперник / Результат  | Место |
| ---------------------- | --------------------------------------------------------- | --------------------------------- | --------------------- | --------------------- | --------------------- | ----- |
| командные соревнования | Лоуренc Сен-Жермен Филип Браун Эрин Милзински Тревор Филп | Франция (6) · П 2:2 (41,17:41,13) | завершили выступление | завершили выступление | завершили выступление | 9     |

#### Лыжные гонки
Квалификация спортсменов для участия в Олимпийских играх осуществлялась на основании специального квалификационного рейтинга FIS по состоянию на 21 января 2018 года. Для получения олимпийской лицензии категории «A» спортсменам необходимо было набрать максимум 100 очков в дистанционном рейтинге FIS. При этом каждый НОК может заявить на Игры 1 мужчину и 1 женщины, если они выполнили квалификационный критерий «B», по которому они смогут принять участие в спринте и гонках на 10 км для женщин или 15 км для мужчин. По итогам квалификационного отбора сборная Канады завоевала 8 олимпийских лицензий, а после перераспределения квот получила ещё три.
Мужчины
Дистанционные гонки
| Соревнование              | Спортсмены    | Результат    | Место | Отставание |
| ------------------------- | ------------- | ------------ | ----- | ---------- |
| 15 км свободным стилем    |               |              |       |            |
|                           |               |              |       |            |
|                           |               |              |       |            |
|                           |               |              |       |            |
| скиатлон 15+15 км         | Алекс Харви   | 1:16:53,4    | 8     | +33,4      |
| скиатлон 15+15 км         | Девон Кёршо   | 1:19:55,3    | 36    | +3:35,3    |
| скиатлон 15+15 км         | Грэм Киллик   | 1:21:39,6    | 45    | +5:19,6    |
| скиатлон 15+15 км         | Кнуте Йонсгор | больше круга | 62    | —          |
| 50 км классическим стилем |               |              |       |            |
|                           |               |              |       |            |
|                           |               |              |       |            |
|                           |               |              |       |            |
| эстафета 4×10 км          |               |              |       |            |

Спринт
| Соревнование     | Спортсмены      | Квалификация  | Квалификация  | Четвертьфинал        | Четвертьфинал        | Четвертьфинал        | Полуфинал            | Полуфинал            | Полуфинал            | Финал                | Финал                | Итоговое место |
| Соревнование     | Спортсмены      | Результат     | Место         | Заезд                | Результат            | Место                | Заезд                | Результат            | Место                | Результат            | Место                | Итоговое место |
| ---------------- | --------------- | ------------- | ------------- | -------------------- | -------------------- | -------------------- | -------------------- | -------------------- | -------------------- | -------------------- | -------------------- | -------------- |
| спринт           | Алекс Харви     | 3:17,95       | =32           | Завершил выступление | Завершил выступление | Завершил выступление | Завершил выступление | Завершил выступление | Завершил выступление | Завершил выступление | Завершил выступление | 32             |
| спринт           | Джесси Кокни    | 3:18,54       | =35           | Завершил выступление | Завершил выступление | Завершил выступление | Завершил выступление | Завершил выступление | Завершил выступление | Завершил выступление | Завершил выступление | 35             |
| спринт           | Расселл Кеннеди | 3:23,37       | 55            | Завершил выступление | Завершил выступление | Завершил выступление | Завершил выступление | Завершил выступление | Завершил выступление | Завершил выступление | Завершил выступление | 54             |
| командный спринт |                 | Не проводится | Не проводится | Не проводится        | Не проводится        | Не проводится        |                      |                      |                      |                      |                      |                |

Женщины
Дистанционные гонки
| Соревнование              | Спортсмены     | Результат | Место | Отставание |
| ------------------------- | -------------- | --------- | ----- | ---------- |
| 10 км свободным стилем    |                |           |       |            |
|                           |                |           |       |            |
|                           |                |           |       |            |
|                           |                |           |       |            |
| скиатлон 7,5+7,5 км       | Сандрин Браун  | 44:01,9   | 33    | +3:17,0    |
| скиатлон 7,5+7,5 км       | Эмили Нисикава | 45:16,6   | 44    | +4:31,7    |
| скиатлон 7,5+7,5 км       | Анне-Мари Комо | 45:42,8   | 48    | +4:57,9    |
| скиатлон 7,5+7,5 км       | Дарья Битти    | 46:17,3   | 52    | +5:32,4    |
| 30 км классическим стилем |                |           |       |            |
|                           |                |           |       |            |
|                           |                |           |       |            |
|                           |                |           |       |            |
| эстафета 4×5 км           |                |           |       |            |

Спринт
| Соревнование     | Спортсмены     | Квалификация  | Квалификация  | Четвертьфинал         | Четвертьфинал         | Четвертьфинал         | Полуфинал             | Полуфинал             | Полуфинал             | Финал                 | Финал                 | Итоговое место |
| Соревнование     | Спортсмены     | Результат     | Место         | Заезд                 | Результат             | Место                 | Заезд                 | Результат             | Место                 | Результат             | Место                 | Итоговое место |
| ---------------- | -------------- | ------------- | ------------- | --------------------- | --------------------- | --------------------- | --------------------- | --------------------- | --------------------- | --------------------- | --------------------- | -------------- |
| спринт           | Эмили Нисикава | 3:26,75       | 34            | Завершила выступление | Завершила выступление | Завершила выступление | Завершила выступление | Завершила выступление | Завершила выступление | Завершила выступление | Завершила выступление | 34             |
| спринт           | Дарья Битти    | 3:29,77       | 42            | Завершила выступление | Завершила выступление | Завершила выступление | Завершила выступление | Завершила выступление | Завершила выступление | Завершила выступление | Завершила выступление | 42             |
| спринт           | Сандрин Браун  | 3:34,30       | 51            | Завершила выступление | Завершила выступление | Завершила выступление | Завершила выступление | Завершила выступление | Завершила выступление | Завершила выступление | Завершила выступление | 51             |
| командный спринт |                | Не проводится | Не проводится | Не проводится         | Не проводится         | Не проводится         |                       |                       |                       |                       |                       |                |

#### Прыжки на лыжах с трамплина
Квалификация спортсменов для участия в Олимпийских играх осуществлялась на основании специального квалификационного рейтинга FIS по состоянию на 21 января 2018 года. По итогам квалификационного отбора сборная Канады завоевала 2 олимпийские лицензии.
Мужчины
| Соревнование        | Спортсмены          | Квалификация | Квалификация | Финал     | Финал    | Финал     | Финал    | Финал | Финал | Итоговое место |
| Соревнование        | Спортсмены          | Результат    | Место        | 1 прыжок  | 1 прыжок | 2 прыжок  | 2 прыжок | Всего | Место | Итоговое место |
| Соревнование        | Спортсмены          | Результат    | Место        | Результат | Место    | Результат | Место    | Всего | Место | Итоговое место |
| ------------------- | ------------------- | ------------ | ------------ | --------- | -------- | --------- | -------- | ----- | ----- | -------------- |
| нормальный трамплин | Маккензи Бойд-Клаус | 114,6        | 23 Q         | 111,1     | 18 Q     | 97,0      | 27       | 208,1 | 26    | 26             |
| большой трамплин    | Маккензи Бойд-Клаус | 102,4        | 25 Q         | 117,4     | 23       | 117,9     | 20       | 235,3 | 21    | 21             |

Женщины
| Соревнование        | Спортсмены    | 1 прыжок  | 1 прыжок | 2 прыжок              | 2 прыжок              | Всего | Место |
| Соревнование        | Спортсмены    | Результат | Место    | Результат             | Место                 | Всего | Место |
| ------------------- | ------------- | --------- | -------- | --------------------- | --------------------- | ----- | ----- |
| нормальный трамплин | Тейлор Хенрих | 56,5      | 32       | завершила выступление | завершила выступление | 56,5  | 32    |

#### Сноуборд
По сравнению с прошлыми Играми в программе соревнований произошёл ряд изменений. Вместо параллельного слалома были добавлены соревнования в биг-эйре. Во всех дисциплинах, за исключением мужского сноуборд-кросса, изменилось количество участников соревнований, был отменён полуфинальный раунд, а также в финалах фристайла спортсмены стали выполнять по три попытки. Квалификация спортсменов для участия в Олимпийских играх осуществлялась на основании специального квалификационного рейтинга FIS по состоянию на 21 января 2018 года. Для каждой дисциплины были установлены определённые условия, выполнив которые спортсмены могли претендовать на попадание в состав сборной для участия в Олимпийских играх. По итогам квалификационного отбора сборная Канады завоевала 21 олимпийскую лицензию, однако впоследствии отказалась от квоты в женском параллельном гигантском слаломе, а после перераспределения лицензий получила дополнительное место в мужском сноуборд-кроссе.
9 января были объявлены участники сборной Канады в соревнованиях по слоупстайлу и биг-эйру состоящей из семи спортсменов.
Мужчины
Фристайл
| Соревнование | Спортсмены      | Квалификация | Квалификация | Квалификация | Квалификация | Финал   | Финал   | Финал   | Финал | Итоговое место |
| Соревнование | Спортсмены      | Заезд        | 1 спуск      | 2 спуск      | Место        | 1 спуск | 2 спуск | 3 спуск | Место | Итоговое место |
| ------------ | --------------- | ------------ | ------------ | ------------ | ------------ | ------- | ------- | ------- | ----- | -------------- |
| хафпайп      |                 |              |              |              |              |         |         |         |       |                |
| слоупстайл   | Максанс Парро   | 2            | 83,45        | 87,36        | 1 Q          | 45,13   | 49,48   | 86,00   | 2     | 2              |
| слоупстайл   | Марк Макморрис  | 2            | 83,70        | 86,83        | 2 Q          | 75,30   | 85,20   | 60,68   | 3     | 3              |
| слоупстайл   | Тайлер Николсон | 2            | 17,41        | 79,21        | 5 Q          | 36,18   | 76,41   | 76,15   | 7     | 7              |
| слоупстайл   | Себастьен Тутан | 1            | 78,01        | 45,06        | 3 Q          | 33,66   | 57,23   | 61,08   | 11    | 11             |
| биг-эйр      | Марк Макморрис  |              |              |              |              |         |         |         |       |                |
| биг-эйр      | Тайлер Николсон |              |              |              |              |         |         |         |       |                |
| биг-эйр      | Максанс Парро   |              |              |              |              |         |         |         |       |                |
| биг-эйр      | Себастьен Тутан |              |              |              |              |         |         |         |       |                |

Сноуборд-кросс
| Соревнование   | Спортсмены | Квалификация | Квалификация | 1/8 финала | 1/8 финала | Четвертьфинал | Четвертьфинал | Полуфинал | Полуфинал | Финал | Итоговое место |
| Соревнование   | Спортсмены | Время        | Место        | Заезд      | Место      | Заезд         | Место         | Заезд     | Место     | Место | Итоговое место |
| -------------- | ---------- | ------------ | ------------ | ---------- | ---------- | ------------- | ------------- | --------- | --------- | ----- | -------------- |
| сноуборд-кросс |            |              |              |            |            |               |               |           |           |       |                |
|                |            |              |              |            |            |               |               |           |           |       |                |
|                |            |              |              |            |            |               |               |           |           |       |                |
|                |            |              |              |            |            |               |               |           |           |       |                |

Слалом
| Соревнование                   | Спортсмены | Квалификация | Квалификация | Квалификация | Квалификация | 1/8 финала         | Четвертьфинал      | Полуфинал          | Финал              | Место |
| Соревнование                   | Спортсмены | 1 спуск      | 2 спуск      | Всего        | Место        | Соперник Результат | Соперник Результат | Соперник Результат | Соперник Результат | Место |
| ------------------------------ | ---------- | ------------ | ------------ | ------------ | ------------ | ------------------ | ------------------ | ------------------ | ------------------ | ----- |
| параллельный гигантский слалом |            |              |              |              |              |                    |                    |                    |                    |       |
|                                |            |              |              |              |              |                    |                    |                    |                    |       |

Женщины
Фристайл
| Соревнование | Спортсмены       | Квалификация | Квалификация | Квалификация | Квалификация | Финал   | Финал   | Финал   | Финал | Итоговое место |
| Соревнование | Спортсмены       | Заезд        | 1 спуск      | 2 спуск      | Место        | 1 спуск | 2 спуск | 3 спуск | Место | Итоговое место |
| ------------ | ---------------- | ------------ | ------------ | ------------ | ------------ | ------- | ------- | ------- | ----- | -------------- |
| хафпайп      | Элизабет Хоскинг |              |              |              |              |         |         |         |       |                |
| хафпайп      | Кэйлинн Ирвин    |              |              |              |              |         |         |         |       |                |
| хафпайп      | Мерседес Николль |              |              |              |              |         |         |         |       |                |
| слоупстайл   | Лори Блуен       | отменена     | отменена     | отменена     | отменена     | 49,16   | 76,33   | отменён | 2     | 2              |
| слоупстайл   | Брук Войт        | отменена     | отменена     | отменена     | отменена     | 24,36   | 36,61   | отменён | 21    | 21             |
| слоупстайл   | Спенсер О’Брайен | отменена     | отменена     | отменена     | отменена     | 26,43   | 36,45   | отменён | 22    | 22             |
| биг-эйр      | Лори Блуен       |              |              |              |              |         |         |         |       |                |
| биг-эйр      | Брук Войт        |              |              |              |              |         |         |         |       |                |
| биг-эйр      | Спенсер О’Брайен |              |              |              |              |         |         |         |       |                |

Сноуборд-кросс
| Соревнование   | Спортсмены | Квалификация | Квалификация | Четвертьфинал | Четвертьфинал | Полуфинал | Полуфинал | Финал | Итоговое место |
| Соревнование   | Спортсмены | Время        | Место        | Заезд         | Место         | Заезд     | Место     | Место | Итоговое место |
| -------------- | ---------- | ------------ | ------------ | ------------- | ------------- | --------- | --------- | ----- | -------------- |
| сноуборд-кросс |            |              |              |               |               |           |           |       |                |
|                |            |              |              |               |               |           |           |       |                |
|                |            |              |              |               |               |           |           |       |                |
|                |            |              |              |               |               |           |           |       |                |

#### Фристайл
По сравнению с прошлыми Играми изменения произошли в хафпайпе и слоупстайле. Теперь в финалах этих дисциплин фристайлисты стали выполнять по три попытки, при этом итоговое положение спортсменов по-прежнему определяется по результату лучшей из них. Квалификация спортсменов для участия в Олимпийских играх осуществлялась на основании специального квалификационного рейтинга FIS по состоянию на 21 января 2018 года. Для каждой дисциплины были установлены определённые условия, выполнив которые спортсмены могли претендовать на попадание в состав сборной для участия в Олимпийских играх. По итогам квалификационного отбора сборная Канады завоевала 35 олимпийских лицензий, но из-за ограничений по количеству квот канадцам пришлось отказаться от пяти из них.
Мужчины
Могул и акробатика
| Соревнование | Спортсмены         | Квалификация 1 | Квалификация 1 | Квалификация 2 | Квалификация 2 | Квалификация 2 | Финал 1              | Финал 1              | Финал 2              | Финал 2              | Финал 3              | Финал 3              | Итоговое место |
| Соревнование | Спортсмены         | Очки           | Место          | Очки           | Лучший         | Место          | Очки                 | Место                | Очки                 | Место                | Очки                 | Место                | Итоговое место |
| ------------ | ------------------ | -------------- | -------------- | -------------- | -------------- | -------------- | -------------------- | -------------------- | -------------------- | -------------------- | -------------------- | -------------------- | -------------- |
| акробатика   | Оливье Рошон       | 124,34         | 6 Q            | не участвовал  | не участвовал  | не участвовал  | 125,67               | 4 Q                  | 128,05               | 2 Q                  | 98,11                | 5                    | 5              |
| акробатика   | Льюис Ирвинг       | 87,17          | 21             | 78,73          | 87,17          | 18             | завершил выступление | завершил выступление | завершил выступление | завершил выступление | завершил выступление | завершил выступление | 24             |
| могул        | Микаэль Кингсбери  | 86,07          | 1 Q            | не участвовал  | не участвовал  | не участвовал  | 81,27                | 4 Q                  | 82,19                | 2 Q                  | 86,63                | 1                    | 1              |
| могул        | Марк-Антуан Ганьон | 76,32          | 11             | 75,88          | 76,32          | 5 Q            | 78,38                | 9 Q                  | 77,40                | 6 Q                  | 77,02                | 4                    | 4              |
| могул        | Филипп Марки       | 77,77          | 8 Q            | не участвовал  | не участвовал  | не участвовал  | DNF                  | завершил выступление | завершил выступление | завершил выступление | завершил выступление | завершил выступление | 20             |

Парк и пайп
| Соревнование | Спортсмены         | Квалификация | Квалификация | Квалификация | Финал                | Финал                | Финал                | Финал                | Итоговое место |
| Соревнование | Спортсмены         | 1 заезд      | 2 заезд      | Место        | 1 заезд              | 2 заезд              | 3 заезд              | Место                | Итоговое место |
| ------------ | ------------------ | ------------ | ------------ | ------------ | -------------------- | -------------------- | -------------------- | -------------------- | -------------- |
| хафпайп      | Ноа Боумен         | 43,00        | 77,20        | 9 Q          | 89,40                | 19,20                | 11,20                | 5                    | 5              |
| хафпайп      | Майк Риддл         | 6,40         | 82,20        | 7 Q          | 85,40                | 26,00                | 27,40                | 6                    | 6              |
| хафпайп      | Симон Д’Артуа      | 66,60        | 40,40        | 13           | завершил выступление | завершил выступление | завершил выступление | завершил выступление | 13             |
| слоупстайл   | Алекс Больё-Маршан | 48,20        | 94,20        | 3 Q          | 81,60                | 92,40                | 82,40                | 3                    | 3              |
| слоупстайл   | Тил Харле          | 88,00        | 91,20        | 6 Q          | 22,80                | 25,60                | 90,00                | 5                    | 5              |
| слоупстайл   | Эван Макэкран      | 74,80        | 87,80        | 11 Q         | 89,40                | 4,40                 | 32,60                | 6                    | 6              |
| слоупстайл   | Алекс Бельмар      | 64,20        | 26,20        | 22           | завершил выступление | завершил выступление | завершил выступление | завершил выступление | 22             |

Ски-кросс
| Соревнование | Спортсмены           | Квалификация | Квалификация | 1/8 финала | 1/8 финала | Четвертьфинал        | Четвертьфинал        | Полуфинал            | Полуфинал            | Финал                | Итоговое место |
| Соревнование | Спортсмены           | Результат    | Место        | Заезд      | Место      | Заезд                | Место                | Заезд                | Место                | Место                | Итоговое место |
| ------------ | -------------------- | ------------ | ------------ | ---------- | ---------- | -------------------- | -------------------- | -------------------- | -------------------- | -------------------- | -------------- |
| ски-кросс    | Брэди Леман          | 1:09,94      | 8            | 2          | 2 Q        | 1                    | 1 Q                  | 1                    | 1 Q                  | 1                    | 1              |
| ски-кросс    | Кевин Друри          | 1:09,41      | 3            | 5          | 1 Q        | 3                    | 1 Q                  | 2                    | 1 Q                  | DNF                  | 4              |
| ски-кросс    | Дэвид Данкан         | 1:10,51      | 26           | 7          | 1 Q        | 4                    | 2 Q                  | 2                    | 4                    | Малый                | 8              |
| ски-кросс    | Дэвид Данкан         | 1:10,51      | 26           | 7          | 1 Q        | 4                    | 2 Q                  | 2                    | 4                    | 4                    | 8              |
| ски-кросс    | Кристофер Дель Боско | 1:48,25      | 31           | 8          | DNF        | завершил выступление | завершил выступление | завершил выступление | завершил выступление | завершил выступление | 31             |

Женщины
Могул и акробатика
| Соревнование | Спортсмены           | Квалификация 1 | Квалификация 1 | Квалификация 2 | Квалификация 2 | Квалификация 2 | Финал 1               | Финал 1               | Финал 2               | Финал 2               | Финал 3               | Финал 3               | Итоговое место |
| Соревнование | Спортсмены           | Очки           | Место          | Очки           | Лучший         | Место          | Очки                  | Место                 | Очки                  | Место                 | Очки                  | Место                 | Итоговое место |
| ------------ | -------------------- | -------------- | -------------- | -------------- | -------------- | -------------- | --------------------- | --------------------- | --------------------- | --------------------- | --------------------- | --------------------- | -------------- |
| акробатика   | Катрин Лавалье       | 73,08          | 16             | 71,34          | 73,08          | 13             | завершила выступление | завершила выступление | завершила выступление | завершила выступление | завершила выступление | завершила выступление | 19             |
| могул        | Жюстин Дюфур-Лапуант | 77,66          | 4 Q            | не участвовала | не участвовала | не участвовала | 79,50                 | 1 Q                   | 77,48                 | 4 Q                   | 78,56                 | 2                     | 2              |
| могул        | Энди Нод             | 79,60          | 2 Q            | не участвовала | не участвовала | не участвовала | 73,99                 | 10 Q                  | 78,78                 | 1 Q                   | DNF                   | 6                     | 6              |
| могул        | Одри Робишо          | 72,48          | 10 Q           | не участвовала | не участвовала | не участвовала | 74,27                 | 8 Q                   | 74,89                 | 9                     | завершила выступление | завершила выступление | 9              |
| могул        | Хлоэ Дюфур-Лапуант   | 69,53          | 13             | 68,48          | 69,53          | 10 Q           | 70,98                 | 17                    | завершила выступление | завершила выступление | завершила выступление | завершила выступление | 17             |

Парк и пайп
| Соревнование | Спортсмены        | Квалификация | Квалификация | Квалификация | Финал                 | Финал                 | Финал                 | Финал                 | Итоговое место |
| Соревнование | Спортсмены        | 1 заезд      | 2 заезд      | Место        | 1 заезд               | 2 заезд               | 3 заезд               | Место                 | Итоговое место |
| ------------ | ----------------- | ------------ | ------------ | ------------ | --------------------- | --------------------- | --------------------- | --------------------- | -------------- |
| хафпайп      | Кесси Шарп        | 93,00        | 93,40        | 1 Q          | 94,40                 | 95,80                 | 42,00                 | 1                     | 1              |
| хафпайп      | Розалинд Грёневуд | 73,20        | 72,80        | 11 Q         | 70,60                 | 67,80                 | 66,60                 | 10                    | 10             |
| слоупстайл   | Юки Цубота        | 65,40        | 78,20        | 9 Q          | 74,40                 | 26,40                 | 40,40                 | 6                     | 6              |
| слоупстайл   | Дара Хауэлл       | 12,80        | 32,00        | 21           | завершила выступление | завершила выступление | завершила выступление | завершила выступление | 21             |
| слоупстайл   | Ким Ламарр        | 22,80        | 23,60        | 22           | завершила выступление | завершила выступление | завершила выступление | завершила выступление | 22             |

Ски-кросс
| Соревнование | Спортсмены      | Квалификация | Квалификация | 1/8 финала | 1/8 финала | Четвертьфинал         | Четвертьфинал         | Полуфинал             | Полуфинал             | Финал                 | Итоговое место |
| Соревнование | Спортсмены      | Результат    | Место        | Заезд      | Место      | Заезд                 | Место                 | Заезд                 | Место                 | Место                 | Итоговое место |
| ------------ | --------------- | ------------ | ------------ | ---------- | ---------- | --------------------- | --------------------- | --------------------- | --------------------- | --------------------- | -------------- |
| ски-кросс    | Келси Серва     | 1:13,33      | 2            | 8          | 1 Q        | 4                     | 1 Q                   | 2                     | 2 Q                   | 1                     | 1              |
| ски-кросс    | Бриттани Фелан  | 1:13,56      | 3            | 5          | 1 Q        | 3                     | 1 Q                   | 2                     | 1 Q                   | 2                     | 2              |
| ски-кросс    | Мариэль Томпсон | 1:13,11      | 1            | 1          | 3          | завершила выступление | завершила выступление | завершила выступление | завершила выступление | завершила выступление | 17             |
| ски-кросс    | Индия Шеррет    | 1:15,48      | 11           | 6          | DNF        | завершила выступление | завершила выступление | завершила выступление | завершила выступление | завершила выступление | 18             |

### Санный спорт
Квалификация спортсменов для участия в Олимпийских играх осуществлялась на основании рейтинга Кубка мира FIL по состоянию на 1 января 2018 года. По его результатам сборная Канады завоевала максимальное количество лицензий в одиночных соревнованиях и только одну в мужских двойках.
Мужчины
| Соревнование | Спортсмены                 | 1 заезд   | 1 заезд | 2 заезд   | 2 заезд | 3 заезд       | 3 заезд       | 4 заезд       | 4 заезд       | Итоговый результат | Итоговое место | Отставание |
| Соревнование | Спортсмены                 | Результат | Место   | Результат | Место   | Результат     | Место         | Результат     | Место         | Итоговый результат | Итоговое место | Отставание |
| ------------ | -------------------------- | --------- | ------- | --------- | ------- | ------------- | ------------- | ------------- | ------------- | ------------------ | -------------- | ---------- |
| одиночки     | Самуэль Эдни               | 47,862    | 9       | 47,755    | 4       | 47,759        | 10            | 47,645        | 6             | 3:11,021           | 6              | +0,319     |
| одиночки     | Рид Уоттс                  | 47,960    | 12      | 47,895    | 10      | 47,787        | 11            | 47,848        | 11            | 3:11,490           | 12             | +0,788     |
| одиночки     | Митчелл Малик              | 48,075    | 17      | 48,050    | 18      | 47,952        | 16            | 47,869        | 12            | 3:11,946           | 16             | +1,244     |
| двойки       | Тристан Уокер Джастин Снит | 46,134    | 4       | 46,235    | 6       | не проводится | не проводится | не проводится | не проводится | 1:32,369           | 5              | +0,672     |

Женщины
| Соревнование | Спортсмены      | 1 заезд   | 1 заезд | 2 заезд   | 2 заезд | 3 заезд   | 3 заезд | 4 заезд   | 4 заезд | Итоговый результат | Итоговое место | Отставание |
| Соревнование | Спортсмены      | Результат | Место   | Результат | Место   | Результат | Место   | Результат | Место   | Итоговый результат | Итоговое место | Отставание |
| ------------ | --------------- | --------- | ------- | --------- | ------- | --------- | ------- | --------- | ------- | ------------------ | -------------- | ---------- |
| одиночки     | Алекс Гоф       | 46,317    | 2       | 46,328    | 4       | 46,425    | 3       | 46,574    | 3       | 3:05,644           | 3              | +0,412     |
| одиночки     | Кимберли Макрей | 46,339    | 4       | 46,449    | 8       | 46,480    | 4       | 46,610    | 4       | 3:05,878           | 5              | +0,646     |
| одиночки     | Брук Апшкрум    | 46,834    | 16      | 46,839    | 18      | 46,905    | 14      | 46,983    | 15      | 3:07,561           | 13             | +2,329     |

Смешанные команды
| Соревнование       | Спортсмены                                          | Женщины   | Женщины | Мужчины   | Мужчины | Двойки    | Двойки | Итоговый результат | Итоговое место | Отставание |
| Соревнование       | Спортсмены                                          | Результат | Место   | Результат | Место   | Результат | Место  | Итоговый результат | Итоговое место | Отставание |
| ------------------ | --------------------------------------------------- | --------- | ------- | --------- | ------- | --------- | ------ | ------------------ | -------------- | ---------- |
| смешанная эстафета | Алекс Гоф Самуэль Эдни Тристан Уокер / Джастин Снит | 47,099    | 4       | 48,820    | 4       | 48,953    | 2      | 2:24,872           | 2              | +0,355     |

### Хоккей

#### Мужчины
Первые 8 сборных в рейтинге IIHF после чемпионата мира 2015 года автоматически квалифицировались для участия в мужском олимпийском турнире. Сборная Канады заняла в этом рейтинге 1-е место, в результате чего квалифицировалась в группу A олимпийского турнира. 11 января был объявлен состав сборной Канады для участия в Олимпийских играх.
Состав
| Номер | Имя            | Хват  | Рост, см | Вес, кг | Дата рождения | Клуб          | Игры | ПШ | КН   | %ОБ   |
| ----- | -------------- | ----- | -------- | ------- | ------------- | ------------- | ---- | -- | ---- | ----- |
| 30    | Бен Скривенс   | Левый | 189      | 90      | 11.09.1986    | Салават Юлаев | 3    | 4  | 1,61 | 92,86 |
| 31    | Кевин Пулен    | Левый | 188      | 93      | 12.04.1990    | Медвешчак     | 4    | 8  | 2,24 | 90,36 |
| 35    | Джастин Питерс | Левый | 185      | 95      | 30.08.1986    | Кёльнер Хайе  | 0    | 0  | 0,00 | 0,00  |

| Номер | Имя                 | Позиция    | Хват   | Рост, см | Вес, кг | Дата рождения | Клуб                          | Игры | Шайбы | Передачи |
| ----- | ------------------- | ---------- | ------ | -------- | ------- | ------------- | ----------------------------- | ---- | ----- | -------- |
| 3     | Карл Столлери       | Защитник   | Левый  | 181      | 82      | 21.11.1987    | Динамо Рига                   | 4    | 0     | 0        |
| 4     | Крис Ли             | Защитник   | Левый  | 183      | 84      | 03.10.1980    | Металлург Магнитогорск        | 6    | 0     | 5        |
| 5     | Чарльз Геноуэй      | Защитник   | Левый  | 176      | 80      | 20.12.1986    | Лада                          | 6    | 0     | 1        |
| 7     | Жильбер Брюле       | Нападающий | Правый | 178      | 86      | 01.01.1987    | Куньлунь Ред Стар             | 5    | 2     | 1        |
| 8     | Войтек Вольски      | Нападающий | Левый  | 191      | 100     | 24.02.1986    | Металлург Магнитогорск        | 6    | 3     | 1        |
| 9     | Дерек Рой           | Нападающий | Левый  | 175      | 85      | 05.04.1983    | Линчёпинг                     | 6    | 2     | 5        |
| 11    | Крис Келли          | Нападающий | Левый  | 183      | 88      | 11.11.1980    | Белвилл Сенаторз              | 6    | 2     | 1        |
| 12    | Роб Клинкхаммер     | Нападающий | Левый  | 189      | 98      | 12.08.1986    | Ак Барс                       | 6    | 0     | 2        |
| 15    | Брэндон Козун       | Нападающий | Правый | 173      | 78      | 08.03.1990    | Локомотив                     | 5    | 0     | 2        |
| 16    | Куинтон Хауден      | Нападающий | Левый  | 189      | 86      | 21.01.1992    | Динамо Минск                  | 3    | 0     | 1        |
| 17    | Рене Бурк           | Нападающий | Левый  | 188      | 98      | 10.12.1981    | Юргорден                      | 6    | 3     | 1        |
| 18    | Марк-Андре Граньяни | Защитник   | Левый  | 188      | 91      | 11.03.1987    | Динамо Минск                  | 6    | 0     | 3        |
| 19    | Эндрю Эббетт        | Нападающий | Левый  | 176      | 80      | 02.01.1983    | Берн                          | 5    | 2     | 1        |
| 21    | Мэйсон Рэймонд      | Нападающий | Левый  | 185      | 81      | 17.09.1985    | Берн                          | 6    | 1     | 1        |
| 22    | Эрик О’Делл         | Нападающий | Правый | 185      | 91      | 21.06.1990    | Сочи                          | 6    | 1     | 1        |
| 24    | Стефан Эллиотт      | Защитник   | Правый | 185      | 86      | 30.01.1990    | ХВ71                          | 2    | 0     | 0        |
| 27    | Коди Голубеф        | Защитник   | Правый | 185      | 91      | 30.11.1989    | Стоктон Хит                   | 6    | 0     | 2        |
| 37    | Мэт Робинсон        | Защитник   | Правый | 176      | 84      | 20.06.1986    | ЦСКА                          | 6    | 1     | 1        |
| 40    | Максим Лапьер       | Нападающий | Правый | 188      | 98      | 29.03.1985    | Лугано                        | 6    | 1     | 0        |
| 56    | Максим Норо         | Защитник   | Правый | 183      | 90      | 24.05.1987    | Берн                          | 6    | 2     | 5        |
| 91    | Линден Вей          | Нападающий | Правый | 183      | 86      | 17.07.1996    | Цюрих Лайонс                  | 6    | 0     | 1        |
| 92    | Кристиан Томас      | Нападающий | Правый | 176      | 79      | 26.05.1992    | Уилкс-Барре/Скрэнтон Пингвинз | 6    | 1     | 1        |

| Должность            | Имя            | Гражданство | Дата рождения |
| -------------------- | -------------- | ----------- | ------------- |
| Главный тренер       | Уилли Дежарден | Канада      | 11.02.1957    |
| Ассистент тренера    | Дэйв Кинг      | Канада      | 22.12.1947    |
| Ассистент тренера    | Скотт Уокер    | Канада      | 19.07.1973    |
| Ассистент тренера    | Крэйг Вудкрофт | Канада      | 03.12.1969    |
| Генеральный менеджер | Шон Бурк       | Канада      | 29.01.1967    |

Предварительный раунд
Группа А
|  | Команды, выходящие в четвертьфинал         |
|  | Команды, выходящие в квалификацию плей-офф |

| М | Сборная          | И | В | ВО | ПО | П | ШЗ | ШП | РШ  | О |
| - | ---------------- | - | - | -- | -- | - | -- | -- | --- | - |
| 1 | Чехия            | 3 | 2 | 1  | 0  | 0 | 9  | 4  | +5  | 8 |
| 2 | Канада           | 3 | 2 | 0  | 1  | 0 | 11 | 4  | +7  | 7 |
| 3 | Швейцария        | 3 | 1 | 0  | 0  | 2 | 10 | 9  | +1  | 3 |
| 4 | Республика Корея | 3 | 0 | 0  | 0  | 3 | 1  | 14 | -13 | 0 |

Время местное (UTC+9).
| 15 февраля 2018 21:10 | Швейцария | 1 : 5 (0:2, 0:2, 1:1) | Канада | Квандон Хоккей Центр Зрителей: 2802 |

| Отчёт                                               | Отчёт                                                                             | Отчёт | Отчёт                      | Отчёт                                                                                    |
| --------------------------------------------------- | --------------------------------------------------------------------------------- | --- | -------------------------- | ---------------------------------------------------------------------------------------- |
|                                                     |                                                                                   | |                            |                                                                                          |
|                                                     | Леонардо Дженони — 00:00-25:52 Йонас Хиллер — 25:52-47:20 47:33-54:10 54:53-60:00 | Вратари | 00:00-60:00 — Бен Скривенс | Судьи: Антонин Ержабек Константин Оленин Линейные судьи: Джимми Дахмен Александр Отмахов |
|                                                     | Голы:                                                                             | |                            | Судьи: Антонин Ержабек Константин Оленин Линейные судьи: Джимми Дахмен Александр Отмахов |
| Симон Мозер (бол.) — 47:33 (Т. Рюфенахт, А. Амбюль) | 0:1 0:2 0:3 0:4 1:4 1:5                                                           | 02:57 — Рене Бурк (К. Ли, Д. Рой) 07:30 — Максим Норо (бол.) (К. Ли, Д. Рой) 25:00 — Рене Бурк (бол.) (Д. Рой) 25:52 — Войтек Вольский (М. Норо) 54:53 — Войтек Вольский (п.в.) (К. Келли, Э. Эббет) |                            | Судьи: Антонин Ержабек Константин Оленин Линейные судьи: Джимми Дахмен Александр Отмахов |
|                                                     |                                                                                   | |                            | Судьи: Антонин Ержабек Константин Оленин Линейные судьи: Джимми Дахмен Александр Отмахов |
|                                                     |                                                                                   | |                            | Судьи: Антонин Ержабек Константин Оленин Линейные судьи: Джимми Дахмен Александр Отмахов |
|                                                     |                                                                                   | |                            | Судьи: Антонин Ержабек Константин Оленин Линейные судьи: Джимми Дахмен Александр Отмахов |
| 6 мин                                               | Штраф                                                                             | 6 мин |                            | Судьи: Антонин Ержабек Константин Оленин Линейные судьи: Джимми Дахмен Александр Отмахов |
|                                                     |                                                                                   | |                            |                                                                                          |
|                                                     | 29                                                                                | Броски | 28                         |                                                                                          |

| 17 февраля 2018 12:10 | Канада | 2 : 3 (Б) (2:1, 0:1, 0:0: 0:0, 0:1) | Чехия | Хоккейный центр Каннын Зрителей: 6731 |

| Отчёт | Отчёт                        | Отчёт | Отчёт                        | Отчёт                                                                         |
| --- | ---------------------------- | --- | ---------------------------- | ----------------------------------------------------------------------------- |
| |                              | |                              |                                                                               |
| | Бен Скривенс — 00:00-65:00   | Вратари | 00:00-65:00 — Павел Францоуз | Судьи: Роман Гофман Ансси Салонен Линейные судьи: Глеб Лазарев Джадсон Риттер |
| | Голы:                        | |                              | Судьи: Роман Гофман Ансси Салонен Линейные судьи: Глеб Лазарев Джадсон Риттер |
| Мэйсон Рэймонд (бол.) — 01:13 (Л. Вей, М.-А. Граньяни) Рене Бурк (бол.) — 13:30 (М. Норо, Ж. Брюле) Максим Лапьер Войтек Вольски Дерек Рой Рене Бурк Максим Норо | 1:0 1:1 2:1 2:2 2:3 Буллиты: | 06:52 — Доминик Кубалик 20:25 — Михал Йордан (М. Бирнер, Р. Горак) 65:00 — Ян Коварж (поб. бул.) Мартин Ружичка Петр Коукал Ян Коварж Роман Червенка |                              | Судьи: Роман Гофман Ансси Салонен Линейные судьи: Глеб Лазарев Джадсон Риттер |
| |                              | |                              | Судьи: Роман Гофман Ансси Салонен Линейные судьи: Глеб Лазарев Джадсон Риттер |
| |                              | |                              | Судьи: Роман Гофман Ансси Салонен Линейные судьи: Глеб Лазарев Джадсон Риттер |
| |                              | |                              | Судьи: Роман Гофман Ансси Салонен Линейные судьи: Глеб Лазарев Джадсон Риттер |
| 6 мин | Штраф                        | 10 мин |                              | Судьи: Роман Гофман Ансси Салонен Линейные судьи: Глеб Лазарев Джадсон Риттер |
| |                              | |                              |                                                                               |
| | 33                           | Броски | 21                           |                                                                               |

| 18 февраля 2018 21:10 | Канада | 4 : 0 (1:0, 1:0, 2:0) | Республика Корея | Хоккейный центр Каннын Зрителей: 6038 |

| Отчёт | Отчёт                     | Отчёт   | Отчёт                     | Отчёт                                                                        |
| --- | ------------------------- | ------- | ------------------------- | ---------------------------------------------------------------------------- |
| |                           |         |                           |                                                                              |
| | Кевин Пулен — 00:00-60:00 | Вратари | 00:00-60:00 — Мэтт Далтон | Судьи: Йозеф Кубуш Даниэль Штрикер Линейные судьи: Николас Флури Вит Ледерер |
| | Голы:                     |         |                           | Судьи: Йозеф Кубуш Даниэль Штрикер Линейные судьи: Николас Флури Вит Ледерер |
| Кристиан Томас — 07:36 (Ч. Геноуэй, В. Вольский) Эрик О’Делл — 34:22 (М.-А. Граньяни, Р. Клинкхаммер) Максим Лапьер — 43:43 (Д. Рой) Жильбер Брюле (бол.) — 58:02 (К. Ли, Д. Рой) | 1:0 2:0 3:0 4:0           |         |                           | Судьи: Йозеф Кубуш Даниэль Штрикер Линейные судьи: Николас Флури Вит Ледерер |
| |                           |         |                           | Судьи: Йозеф Кубуш Даниэль Штрикер Линейные судьи: Николас Флури Вит Ледерер |
| |                           |         |                           | Судьи: Йозеф Кубуш Даниэль Штрикер Линейные судьи: Николас Флури Вит Ледерер |
| |                           |         |                           | Судьи: Йозеф Кубуш Даниэль Штрикер Линейные судьи: Николас Флури Вит Ледерер |
| 8 мин | Штраф                     | 8 мин   |                           | Судьи: Йозеф Кубуш Даниэль Штрикер Линейные судьи: Николас Флури Вит Ледерер |
| |                           |         |                           |                                                                              |
| | 49                        | Броски  | 19                        |                                                                              |

Четвертьфинал
| 21 февраля 2018 21:10 | Канада | 1 : 0 (0:0, 0:0, 1:0) | Финляндия | Хоккейный центр Каннын Зрителей: 2265 |

| Отчёт                           | Отчёт                                                | Отчёт   | Отчёт                        | Отчёт                                                                                |
| ------------------------------- | ---------------------------------------------------- | ------- | ---------------------------- | ------------------------------------------------------------------------------------ |
|                                 |                                                      |         |                              |                                                                                      |
|                                 | Бен Скривенс — 00:00-24:17 Кевин Пулен — 24:17-60:00 | Вратари | 00:00-58:30 — Микко Коскинен | Судьи: Антонин Ержабек Константин Оленин Линейные судьи: Глеб Лазарев Хенрик Пихллад |
|                                 | Голы:                                                |         |                              | Судьи: Антонин Ержабек Константин Оленин Линейные судьи: Глеб Лазарев Хенрик Пихллад |
| Максим Норо — 40:55 (Э. О'Делл) | 1:0                                                  |         |                              | Судьи: Антонин Ержабек Константин Оленин Линейные судьи: Глеб Лазарев Хенрик Пихллад |
|                                 |                                                      |         |                              | Судьи: Антонин Ержабек Константин Оленин Линейные судьи: Глеб Лазарев Хенрик Пихллад |
|                                 |                                                      |         |                              | Судьи: Антонин Ержабек Константин Оленин Линейные судьи: Глеб Лазарев Хенрик Пихллад |
|                                 |                                                      |         |                              | Судьи: Антонин Ержабек Константин Оленин Линейные судьи: Глеб Лазарев Хенрик Пихллад |
| 6 мин                           | Штраф                                                | 4 мин   |                              | Судьи: Антонин Ержабек Константин Оленин Линейные судьи: Глеб Лазарев Хенрик Пихллад |
|                                 |                                                      |         |                              |                                                                                      |
|                                 | 30                                                   | Броски  | 21                           |                                                                                      |

Полуфинал
| 23 февраля 2018 21:10 | Канада | 3 : 4 (0:1, 1:3, 2:0) | Германия | Хоккейный центр Каннын Зрителей: 4057 |

| Отчёт | Отчёт                                 | Отчёт | Отчёт                              | Отчёт                                                                               |
| --- | ------------------------------------- | --- | ---------------------------------- | ----------------------------------------------------------------------------------- |
| |                                       | |                                    |                                                                                     |
| | Кевин Пулен — 00:00-57:38 57:51-58:24 | Вратари | 00:00-60:00 — Данни аус ден Биркен | Судьи: Йозеф Кубуш Тимоти Майер Линейные судьи: Фрейзер Макинтайр Александр Отмахов |
| | Голы:                                 | |                                    | Судьи: Йозеф Кубуш Тимоти Майер Линейные судьи: Фрейзер Макинтайр Александр Отмахов |
| Жильбер Брюле (бол.) — 28:17 (К. Ли, М. Норо) Мэт Робинсон — 42:42 (К. Томас, М. Рэймонд) Дерек Рой (бол.) — 49:42 (К. Ли, М. Норо) | 0:1 0:2 0:3 1:3 1:4 2:4 3:4           | 14:43 — Брукс Мацек (бол.) (Д. Кахун) 23:21 — Маттиас Плахта (П. Хагер) 26:49 — Франк Мауэр (М. Гоч, Д. Вольф) 32:31 — Патрик Хагер (бол.) (М. Плахта, Ф. Шютц) |                                    | Судьи: Йозеф Кубуш Тимоти Майер Линейные судьи: Фрейзер Макинтайр Александр Отмахов |
| |                                       | |                                    | Судьи: Йозеф Кубуш Тимоти Майер Линейные судьи: Фрейзер Макинтайр Александр Отмахов |
| |                                       | |                                    | Судьи: Йозеф Кубуш Тимоти Майер Линейные судьи: Фрейзер Макинтайр Александр Отмахов |
| |                                       | |                                    | Судьи: Йозеф Кубуш Тимоти Майер Линейные судьи: Фрейзер Макинтайр Александр Отмахов |
| 33 мин | Штраф                                 | 12 мин |                                    | Судьи: Йозеф Кубуш Тимоти Майер Линейные судьи: Фрейзер Макинтайр Александр Отмахов |
| |                                       | |                                    |                                                                                     |
| | 31                                    | Броски | 15                                 |                                                                                     |

Матч за 3-е место
| 24 февраля 2018 21:10 | Чехия | 4 : 6 (1:3, 0:0, 3:3) | Канада | Хоккейный центр Каннын Зрителей: 4807 |

| Отчёт | Отчёт                                    | Отчёт | Отчёт                     | Отчёт                                                                                     |
| --- | ---------------------------------------- | --- | ------------------------- | ----------------------------------------------------------------------------------------- |
| |                                          | |                           |                                                                                           |
| | Павел Францоуз — 00:00-57:00 57:55-58:16 | Вратари | 00:00-60:00 — Кевин Пулен | Судьи: Тимоти Майер Константин Оленин Линейные судьи: Фрейзер Макинтайр Александр Отмахов |
| | Голы:                                    | |                           | Судьи: Тимоти Майер Константин Оленин Линейные судьи: Фрейзер Макинтайр Александр Отмахов |
| Мартин Ружичка — 09:13 (Р. Червенка) Ян Коварж — 46:36 (Р. Горак, М. Ржепик) Роман Червенка — 56:26 (Я. Накладал, Т. Мертл) Роман Червенка (бол.) — 57:55 (Р. Горак, В. Мозик) | 0:1 :1 1:2 1:3 1:4 2:4 2:5 2:6 3:6 4:6   | 08:57 — Эндрю Эббетт (бол.) (М. Робинсон, М.-А. Граньяни) 09:28 — Крис Келли (К. Голубеф, Р. Клинкхаммер) 15:57 — Дерек Рой (Б. Козун, Р. Бурк) 45:50 — Эндрю Эббетт (Б. Козун, К. Голубеф) 49:37 — Крис Келли (Р. Клинкхаммер) 55:23 — Войтек Вольски (К. Хауден) |                           | Судьи: Тимоти Майер Константин Оленин Линейные судьи: Фрейзер Макинтайр Александр Отмахов |
| |                                          | |                           | Судьи: Тимоти Майер Константин Оленин Линейные судьи: Фрейзер Макинтайр Александр Отмахов |
| |                                          | |                           | Судьи: Тимоти Майер Константин Оленин Линейные судьи: Фрейзер Макинтайр Александр Отмахов |
| |                                          | |                           | Судьи: Тимоти Майер Константин Оленин Линейные судьи: Фрейзер Макинтайр Александр Отмахов |
| 4 мин | Штраф                                    | 4 мин |                           | Судьи: Тимоти Майер Константин Оленин Линейные судьи: Фрейзер Макинтайр Александр Отмахов |
| |                                          | |                           |                                                                                           |
| | 34                                       | Броски | 26                        |                                                                                           |

Итог: мужская сборная Канады по хоккею с шайбой по результатам олимпийского турнира заняла 3-е место

#### Женщины
22 декабря 2017 года был объявлен состав сборной Канады для участия в Олимпийских играх.
Состав
| Номер | Имя             | Хват  | Рост, см | Вес, кг | Дата рождения | Клуб            | Игры | ПШ | КН   | %ОБ    |
| ----- | --------------- | ----- | -------- | ------- | ------------- | --------------- | ---- | -- | ---- | ------ |
| 1     | Шэннон Сабадош  | Левый | 173      | 64      | 06.08.1986    | Сборная Канады  | 3    | 4  | 1,20 | 94,94  |
| 31    | Женевьев Лакасс | Левый | 173      | 69      | 05.05.1989    | Калгари Инферно | 1    | 1  | 1,00 | 97,78  |
| 35    | Анн-Рене Десбин | Левый | 175      | 73      | 10.04.1994    | Сборная Канады  | 1    | 0  | 0,00 | 100,00 |

| Номер | Имя                | Позиция    | Хват   | Рост, см | Вес, кг | Дата рождения | Клуб                      | Игры | Шайбы | Передачи |
| ----- | ------------------ | ---------- | ------ | -------- | ------- | ------------- | ------------------------- | ---- | ----- | -------- |
| 2     | Меган Агоста       | Нападающий | Левый  | 170      | 67      | 12.02.1987    | Сборная Канады            | 5    | 2     | 3        |
| 3     | Жоселин Ларок      | Защитник   | Левый  | 168      | 66      | 19.05.1988    | Маркем Тандер             | 5    | 0     | 1        |
| 4     | Бриджетт Лакетт    | Защитник   | Правый | 168      | 82      | 10.11.1992    | Калгари Инферно           | 5    | 0     | 1        |
| 5     | Лорин Ружо         | Защитник   | Левый  | 173      | 76      | 12.04.1990    | Ле Канадиенс де Монреаль  | 5    | 0     | 0        |
| 6     | Ребекка Джонстон   | Нападающий | Левый  | 175      | 67      | 24.09.1989    | Калгари Инферно           | 5    | 3     | 2        |
| 7     | Лора Стейси        | Нападающий | Правый | 178      | 71      | 05.05.1994    | Маркем Тандер             | 5    | 0     | 1        |
| 8     | Лаура Фортино      | Защитник   | Левый  | 163      | 62      | 30.01.1991    | Маркем Тандер             | 5    | 0     | 2        |
| 9     | Дженнифер Уэйкфилд | Нападающий | Правый | 178      | 80      | 15.06.1989    | Сборная Канады            | 5    | 2     | 0        |
| 11    | Джиллиан Солньер   | Нападающий | Левый  | 165      | 66      | 07.03.1992    | Калгари Инферно           | 5    | 1     | 1        |
| 12    | Меган Миккелсон    | Защитник   | Правый | 175      | 68      | 04.01.1985    | Калгари Инферно           | 5    | 0     | 1        |
| 14    | Рината Фэст        | Защитник   | Правый | 168      | 65      | 06.10.1994    | Торонто Фуриес            | 5    | 0     | 0        |
| 15    | Мелоди Дауст       | Нападающий | Левый  | 163      | 71      | 07.01.1992    | Ле Канадиенс де Монреаль  | 5    | 3     | 4        |
| 17    | Бейли Брам         | Нападающий | Левый  | 173      | 63      | 05.09.1990    | Калгари Инферно           | 5    | 0     | 0        |
| 19    | Брианн Дженнер     | Нападающий | Правый | 175      | 71      | 04.05.1991    | Калгари Инферно           | 5    | 0     | 2        |
| 20    | Сара Нерс          | Нападающий | Левый  | 175      | 67      | 04.01.1995    | Висконсинский университет | 5    | 1     | 0        |
| 21    | Хейли Ирвин        | Нападающий | Левый  | 170      | 77      | 06.06.1988    | Калгари Инферно           | 5    | 2     | 1        |
| 24    | Натали Спунер      | Нападающий | Правый | 178      | 82      | 17.10.1990    | Торонто Фуриес            | 5    | 0     | 2        |
| 26    | Эмили Кларк        | Нападающий | Левый  | 170      | 61      | 28.11.1995    | Висконсинский университет | 5    | 1     | 0        |
| 29    | Мари-Филип Пулен   | Нападающий | Левый  | 170      | 73      | 28.03.1991    | Ле Канадиенс де Монреаль  | 5    | 3     | 3        |
| 40    | Блейр Тернбулл     | Нападающий | Правый | 170      | 72      | 15.07.1993    | Калгари Инферно           | 5    | 0     | 3        |

| Должность         | Имя              | Гражданство | Дата рождения |
| ----------------- | ---------------- | ----------- | ------------- |
| Главный тренер    | Лаура Шулер      | Канада      | 03.12.1970    |
| Ассистент тренера | Дуэйн Гиливойчук | Канада      | 27.07.1973    |
| Ассистент тренера | Трой Райан       | Канада      | 26.01.1972    |

Предварительный раунд
Группа A
|  | Команды, выходящие в полуфинал     |
|  | Команды, выходящие в четвертьфинал |

| М | Сборная                          | И | В | ВО | ПО | П | ШЗ | ШП | РШ  | О |
| - | -------------------------------- | - | - | -- | -- | - | -- | -- | --- | - |
| 1 | Канада                           | 3 | 3 | 0  | 0  | 0 | 11 | 2  | +9  | 9 |
| 2 | США                              | 3 | 2 | 0  | 0  | 1 | 9  | 3  | +6  | 6 |
| 3 | Финляндия                        | 3 | 1 | 0  | 0  | 2 | 7  | 8  | −1  | 3 |
| 4 | Олимпийские спортсмены из России | 3 | 0 | 0  | 0  | 3 | 1  | 15 | −14 | 0 |

Время местное (UTC+9).
| 11 февраля 2018 21:10 | Канада | 5 : 0 (0:0, 3:0, 2:0) | Олимпийские спортсмены из России | Университет Квандон, Каннын Зрителей: 3912 |

| Отчёт | Отчёт                            | Отчёт   | Отчёт                                                             | Отчёт                                                                                 |
| --- | -------------------------------- | ------- | ----------------------------------------------------------------- | ------------------------------------------------------------------------------------- |
| |                                  |         |                                                                   |                                                                                       |
| | Анн-Рене Десбайенс — 00:00-60:00 | Вратари | 00:00-50:44 — Надежда Морозова 50:44-60:00 — Надежда Александрова | Судьи: Николета Келарова Катарина Тимглас Линейные судьи: Йенни Хайккинен Лиза Линнек |
| | Голы:                            |         |                                                                   | Судьи: Николета Келарова Катарина Тимглас Линейные судьи: Йенни Хайккинен Лиза Линнек |
| Ребекка Джонстон — 21:55 (Б. Дженнер, Д. Саульни) Хейли Ирвин (бол.) — 24:13 (Р. Джонстон) Мелоди Дауст — 35:58 (М. Агоста, М.-Ф. Пулен) Ребекка Джонстон (бол.) — 48:41 (Б. Лаккет, М.-Ф. Пулен) Мелоди Дауст — 50:44 (М.-Ф. Пулен) | 1:0 2:0 3:0 4:0 5:0              |         |                                                                   | Судьи: Николета Келарова Катарина Тимглас Линейные судьи: Йенни Хайккинен Лиза Линнек |
| |                                  |         |                                                                   | Судьи: Николета Келарова Катарина Тимглас Линейные судьи: Йенни Хайккинен Лиза Линнек |
| |                                  |         |                                                                   | Судьи: Николета Келарова Катарина Тимглас Линейные судьи: Йенни Хайккинен Лиза Линнек |
| |                                  |         |                                                                   | Судьи: Николета Келарова Катарина Тимглас Линейные судьи: Йенни Хайккинен Лиза Линнек |
| 4 мин | Штраф                            | 14 мин  |                                                                   | Судьи: Николета Келарова Катарина Тимглас Линейные судьи: Йенни Хайккинен Лиза Линнек |
| |                                  |         |                                                                   |                                                                                       |
| | 48                               | Броски  | 18                                                                |                                                                                       |

| 13 февраля 2018 16:40 | Канада | 4 : 1 (2:0, 2:0, 0:1) | Финляндия | Университет Квандон, Каннын Зрителей: 3879 |

| Отчёт | Отчёт                        | Отчёт                                          | Отчёт                                | Отчёт                                                                             |
| --- | ---------------------------- | ---------------------------------------------- | ------------------------------------ | --------------------------------------------------------------------------------- |
| |                              |                                                |                                      |                                                                                   |
| | Шэннон Сабадош — 00:00-60:00 | Вратари                                        | 00:00-56:12 — Ноора Рятю 59:53-60:00 | Судьи: Дина Аллен Мелисса Скола Линейные судьи: Вероника Юханссон Джессика Леклер |
| | Голы:                        |                                                |                                      | Судьи: Дина Аллен Мелисса Скола Линейные судьи: Вероника Юханссон Джессика Леклер |
| Меган Агоста — 00:35 (М. Дауст) Мари-Филип Пулен — 17:11 Мелоди Дауст — 28:19 (Л. Фортино, М. Агоста) Джиллиан Солньер — 38:26 (Р. Джонстон) | 1:0 2:0 3:0 4:0 4:1          | 47:17 — Рийкка Вялиля (С. Тапани, М. Карвинен) |                                      | Судьи: Дина Аллен Мелисса Скола Линейные судьи: Вероника Юханссон Джессика Леклер |
| |                              |                                                |                                      | Судьи: Дина Аллен Мелисса Скола Линейные судьи: Вероника Юханссон Джессика Леклер |
| |                              |                                                |                                      | Судьи: Дина Аллен Мелисса Скола Линейные судьи: Вероника Юханссон Джессика Леклер |
| |                              |                                                |                                      | Судьи: Дина Аллен Мелисса Скола Линейные судьи: Вероника Юханссон Джессика Леклер |
| 6 мин | Штраф                        | 10 мин                                         |                                      | Судьи: Дина Аллен Мелисса Скола Линейные судьи: Вероника Юханссон Джессика Леклер |
| |                              |                                                |                                      |                                                                                   |
| | 32                           | Броски                                         | 23                                   |                                                                                   |

| 15 февраля 2018 12:10 | США | 1 : 2 (0:0, 0:2, 1:0) | Канада | Университет Квандон, Каннын Зрителей: 3885 |

| Отчёт                            | Отчёт                    | Отчёт                                                                            | Отчёт                         | Отчёт                                                                               |
| -------------------------------- | ------------------------ | -------------------------------------------------------------------------------- | ----------------------------- | ----------------------------------------------------------------------------------- |
|                                  |                          |                                                                                  |                               |                                                                                     |
|                                  | Мэдди Руни — 00:00-58:56 | Вратари                                                                          | 00:00-60:00 — Женевьев Лакасс | Судьи: Айна Хове Катарина Тимглас Линейные судьи: Йенни Хейккинен Вероника Юханссон |
|                                  | Голы:                    |                                                                                  |                               | Судьи: Айна Хове Катарина Тимглас Линейные судьи: Йенни Хейккинен Вероника Юханссон |
| Кенделл Койн — 40:23 (Б. Деккер) | 0:1 0:2 1:2              | 27:18 — Меган Агоста (бол.) (Н. Спунер, Б. Дженнер) 34:56 — Сара Нёрс (Ж. Ларок) |                               | Судьи: Айна Хове Катарина Тимглас Линейные судьи: Йенни Хейккинен Вероника Юханссон |
|                                  |                          |                                                                                  |                               | Судьи: Айна Хове Катарина Тимглас Линейные судьи: Йенни Хейккинен Вероника Юханссон |
|                                  |                          |                                                                                  |                               | Судьи: Айна Хове Катарина Тимглас Линейные судьи: Йенни Хейккинен Вероника Юханссон |
|                                  |                          |                                                                                  |                               | Судьи: Айна Хове Катарина Тимглас Линейные судьи: Йенни Хейккинен Вероника Юханссон |
| 12 мин                           | Штраф                    | 8 мин                                                                            |                               | Судьи: Айна Хове Катарина Тимглас Линейные судьи: Йенни Хейккинен Вероника Юханссон |
|                                  |                          |                                                                                  |                               |                                                                                     |
|                                  | 45                       | Броски                                                                           | 23                            |                                                                                     |

Полуфинал
| 19 февраля 2018 21:10 | Канада | 5:0 (1:0, 1:0, 3:0) | Олимпийские спортсмены из России | Хоккейный центр Каннын, Каннын Зрителей: 3396 |

| Отчёт | Отчёт                        | Отчёт   | Отчёт                                                               | Отчёт                                                                         |
| --- | ---------------------------- | ------- | ------------------------------------------------------------------- | ----------------------------------------------------------------------------- |
| |                              |         |                                                                     |                                                                               |
| | Шэннон Сабадош — 00:00-60:00 | Вратари | 00:00-42:30 — Валерия Тараканова 42:30-60:00 — Надежда Александрова | Судьи: Кэти Гуай Мелисса Школа Линейные судьи: Лиза Линнек Джоанна Тауриайнен |
| | Голы:                        |         |                                                                     | Судьи: Кэти Гуай Мелисса Школа Линейные судьи: Лиза Линнек Джоанна Тауриайнен |
| Дженнифер Уэйкфилд – 01:50 (Н. Спунер, Б. Тернбулл) Мари-Филип Пулен – 23:10 (М. Дауст) Дженнифер Уэйкфилд – 41:59 (Л. Фортино, Б. Тернбулл) Эмили Кларк – 42:30 (Л. Стейси, М. Миккелсон) Ребекка Джонстон (бол.) – 54:08 (М. Дауст, Х. Ирвин) | 1:0 2:0 3:0 4:0 5:0          |         |                                                                     | Судьи: Кэти Гуай Мелисса Школа Линейные судьи: Лиза Линнек Джоанна Тауриайнен |
| |                              |         |                                                                     | Судьи: Кэти Гуай Мелисса Школа Линейные судьи: Лиза Линнек Джоанна Тауриайнен |
| |                              |         |                                                                     | Судьи: Кэти Гуай Мелисса Школа Линейные судьи: Лиза Линнек Джоанна Тауриайнен |
| |                              |         |                                                                     | Судьи: Кэти Гуай Мелисса Школа Линейные судьи: Лиза Линнек Джоанна Тауриайнен |
| 4 мин | Штраф                        | 16 мин  |                                                                     | Судьи: Кэти Гуай Мелисса Школа Линейные судьи: Лиза Линнек Джоанна Тауриайнен |
| |                              |         |                                                                     |                                                                               |
| | 47                           | Броски  | 14                                                                  |                                                                               |

Финал
| 22 февраля 2018 12:10 | Канада | 2 : 3 (Б) (0:1, 2:0, 0:1: 0:0, 0:1) | США | Хоккейный центр Каннын, Каннын Зрителей: 4467 |

| Отчёт                                                                                | Отчёт                        | Отчёт | Отчёт                    | Отчёт                                                                                |
| ------------------------------------------------------------------------------------ | ---------------------------- | --- | ------------------------ | ------------------------------------------------------------------------------------ |
|                                                                                      |                              | |                          |                                                                                      |
|                                                                                      | Шэннон Сабадош — 00:00-80:00 | Вратари | 00:00-80:00 — Мэдди Руни | Судьи: Николь Хертрих Катарина Тимглас Линейные судьи: Лиза Линнек Юханна Тауриайнен |
|                                                                                      | Голы:                        | |                          | Судьи: Николь Хертрих Катарина Тимглас Линейные судьи: Лиза Линнек Юханна Тауриайнен |
| Хейли Ирвин — 22:00 (Б. Тёрнбулл) Мари-Филип Пулен — 26:55 (М. Агоста, М. Дауст)     | 0:1 :1 2:1 2:2 2:3           | 19:34 — Хилари Найт (бол.) (С. Морин, Б. Деккер) 53:39 — Моник Ламурё-Морандо (К. Паннек) 65:00 — Жоселин Ламурё-Дэвидсон (поб. бул.) |                          | Судьи: Николь Хертрих Катарина Тимглас Линейные судьи: Лиза Линнек Юханна Тауриайнен |
|                                                                                      | Буллиты:                     | |                          | Судьи: Николь Хертрих Катарина Тимглас Линейные судьи: Лиза Линнек Юханна Тауриайнен |
| Натали Спунер Меган Агоста Мари-Филип Пулен Мелоди Дауст Брианн Дженнер Меган Агоста |                              | Жизель Марвин Ханна Брандт Эмили Пфальцер Аманда Кессел Хилари Найт Жоселин Ламурё-Дэвидсон                                           |                          | Судьи: Николь Хертрих Катарина Тимглас Линейные судьи: Лиза Линнек Юханна Тауриайнен |
|                                                                                      |                              | |                          | Судьи: Николь Хертрих Катарина Тимглас Линейные судьи: Лиза Линнек Юханна Тауриайнен |
| 12 мин                                                                               | Штраф                        | 6 мин |                          | Судьи: Николь Хертрих Катарина Тимглас Линейные судьи: Лиза Линнек Юханна Тауриайнен |
|                                                                                      |                              | |                          |                                                                                      |
|                                                                                      | 31                           | Броски | 42                       |                                                                                      |

Итог: женская сборная Канады по хоккею с шайбой стала серебряным призёром Олимпийских игр.